# BMW Série 1

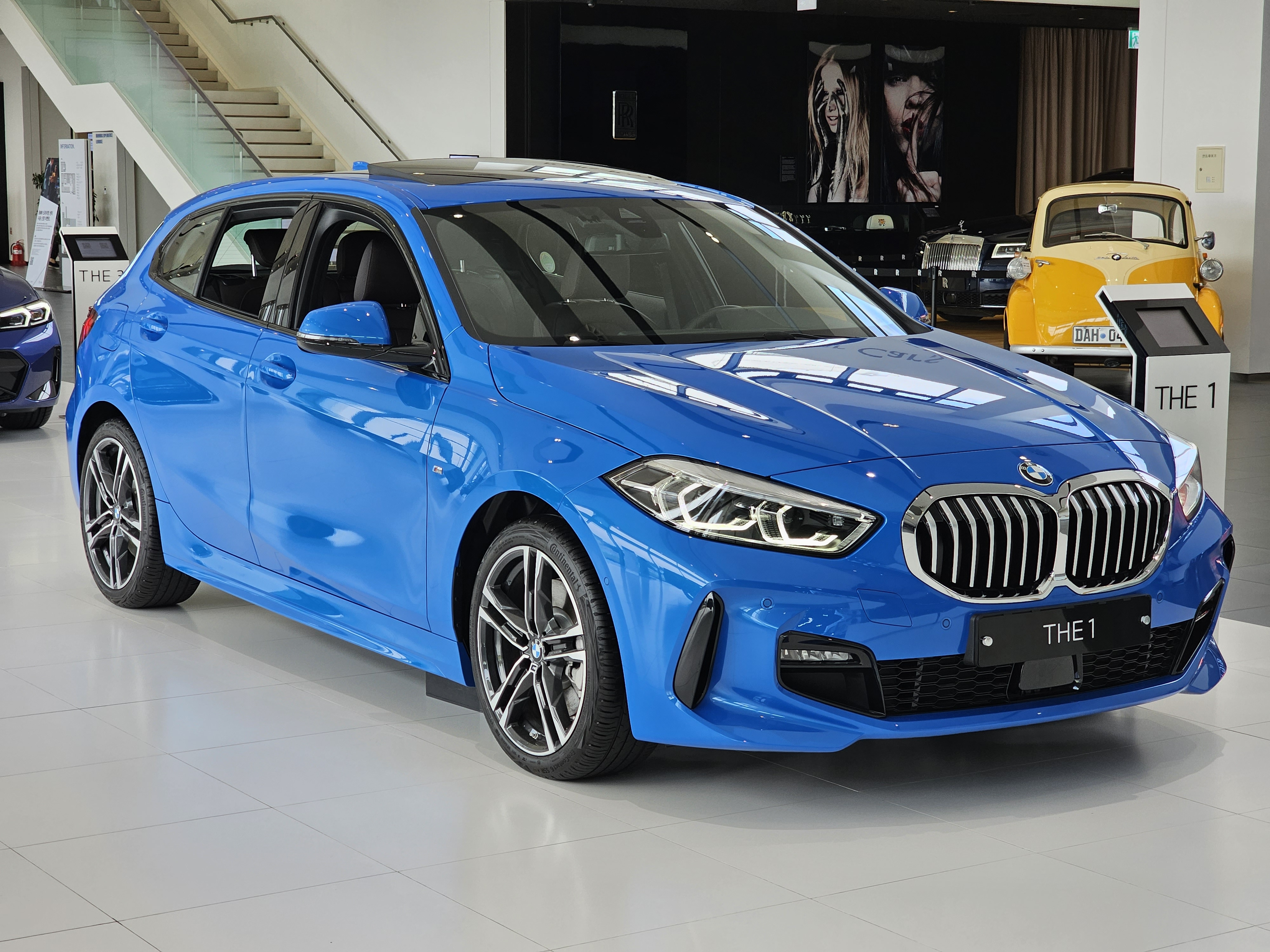
BMW 120i (F40).

La BMW Série 1 est un modèle d'automobile conçu et produit par le constructeur allemand BMW depuis 2004. Cette série constitue la première véritable étude de voiture compacte du constructeur si l'on excepte la Série 3 Compact dérivée de la BMW Série 3 berline (E36 et E46) et la  BMW Touring.
Il existe quatre générations de Série 1 : l'E87 (de 2004 à 2011), la F20 (de 2011 à 2019) et la F40 (2019 à 2024), F70 (à partir de 2024)

## 1regénération E87 (2004 - 2011)
La première génération de la Série 1 fait son apparition sur le marché en 2004, en version 5 portes (E87) et motorisée uniquement par des 4 cylindres. En 2005, la gamme s'élargit avec l'arrivée d'une motorisation 6 cylindres.
La version 3 portes (E81) est commercialisée en 2007. BMW en a profité pour restyler la version 5 portes. Une version coupé (E82) et une version cabriolet (E88) ont été lancées en octobre 2007 pour faire un total de quatre déclinaisons du véhicule
Une batterie à nappe de verre absorbante, la récupération de l’énergie de freinage et la gestion des organes secondaires asservie aux besoins permet l'installation d'un système de mise au repos du moteur dès que la voiture s’arrête, que le levier de vitesses est amené au point mort et que le conducteur lâche la pédale d’embrayage.
Ce modèle bénéficie depuis 2007 de plusieurs innovations diminuant sa consommation et donc sa pollution regroupées dans le terme de BMW Efficient Dynamics : volets d'air pilotés fermant automatiquement quand les besoins en refroidissement du véhicule sont réduits (sauf sur les modèles diesel 2009), récupération de l'énergie de freinage, pneus à résistance réduite au roulement, fonction d'arrêt et de redémarrage automatique du moteur.

### Variantes

#### Berline 3/5 portes (E81/E87)
Visuellement, la ligne des vitres arrière de la trois-portes est similaire à celle de la cinq portes, sauf qu'elles ne s'ouvrent pas. Le volume du coffre varie entre 330 et 1 150 litres si le siège est rabattu. Le siège arrière est divisible de série dans des proportions 60/40. Le modèle trois portes compte par défaut 4 places en usine mais la version 5 places est aussi possible et ce sans différence de prix.
En 2007, BMW introduit une série limitée "Limited Sport Edition" ou "LSE" produite à 2 000 exemplaires, uniquement disponible en trois portes et sur certaines motorisations (118d, 120d, 118i et 130i). Caractérisée par une peinture exclusive du catalogue Motorsport (Individual Carbonschwarz Metallic), le "Pack M" (intérieur/extérieur/châssis) des jantes type 216 en 18" signées "BMW Motorsport" évoquant celles utilisées en championnat du monde WTCC ainsi que d'un bouton d'allumage distinctif « Limited Edition ». Les versions essences et particulièrement la 130i sont très recherchées.

#### Coupé (E82)

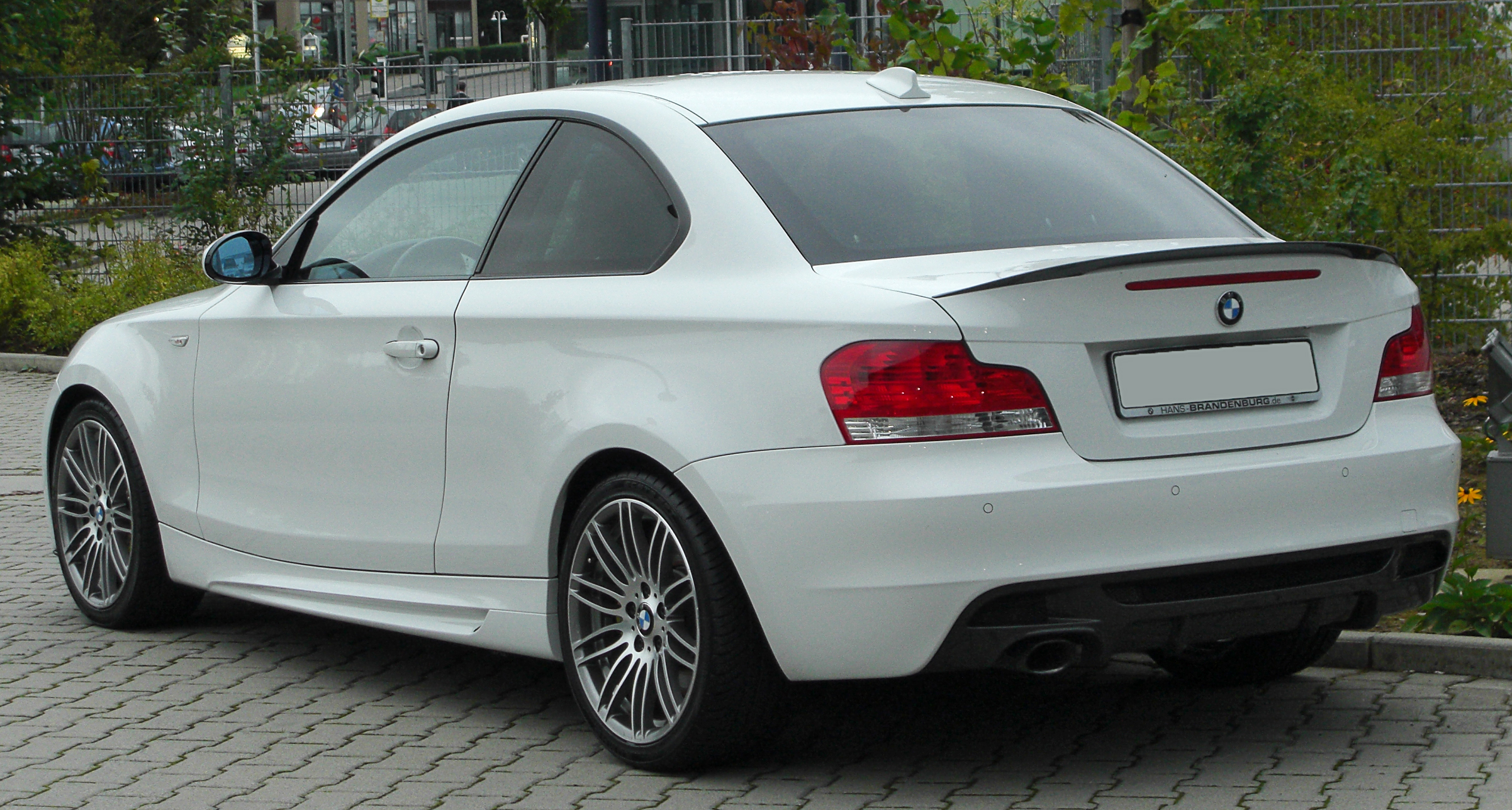
Coupé SportPack (arrière)

BMW commercialise la Série 1 Coupé entre 2007 et 2013 en présentant d'abord la 135i. En version diesel, ce sont les modèles 120d et 123d qui sont commercialisés. La gamme Série 1 Coupé s'élargit en 2008 avec la 125i et la 128i, puis en 2009 avec la 120i qui existait déjà en version Cabriolet l'année précédente.
La 125i est équipée d'un moteur 6-cylindres en ligne 3,0 L DACT développant 218 ch à 6 500 tr/min et 270 N m de 2 500 à 4 250 tr/min. La 135i et la 130i sont quant à elle, équipés du même moteur mais avec 2 turbo (de 2008 à 2010) ou 1 seul (de 2010 à 2013) pour réussir à atteindre 306 ch à 5 800 tr/min et 400 N m de 1 300 à 5 000 tr/min.
Une version extrêmement rare, et sans aucun doute futur collector, est la 135i et 135d Pack Performance. Ce pack est monté en usine par BMW et il a la particularité d'être proposé au client à la carte (300 exemplaires essence et diesel confondus).
Son prix total de plus de 41 000 euros a terriblement affecté les ventes et seulement une dizaine de modèles avec le pack performance complet ont été commercialisés à la suite de la présentation du modèle au salon de l'auto 2008.
En moteur Diesel, après les versions 120d et 123d, le modèle 118d est apparu en 2009.

#### Cabriolet (E88)

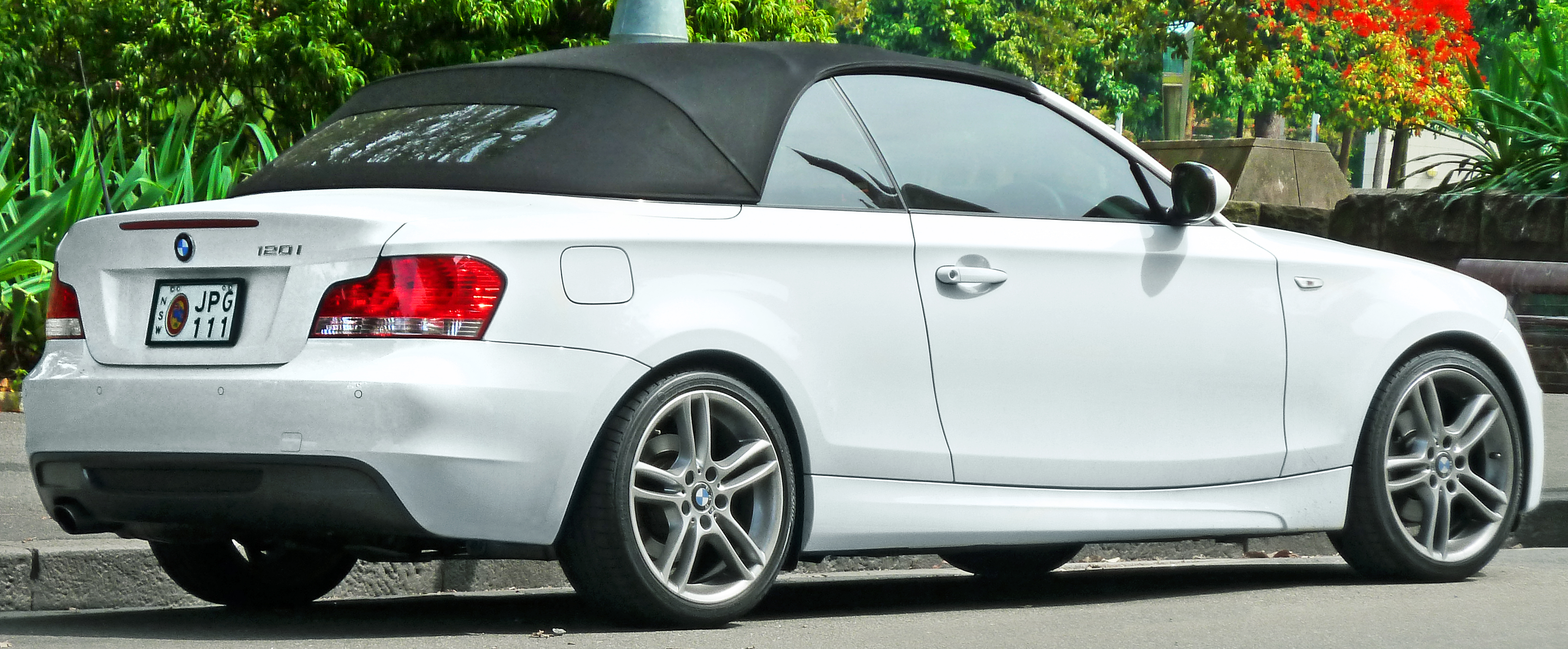
Cabriolet (arrière)

La version Cabriolet (E88) a été commercialisée par BMW après la version coupé, la production a commencé en 2008 et s'est terminé en 2014. Elle reprend tous les modèles existant en version Coupé (E82) sauf la 1M.

La version Cabriolet se base sur la version Coupé au niveau de la carrosserie, mais se distingue uniquement par son toit rétractable.

#### 1 M Coupé
Ne doit pas être confondu avec la BMW M1.

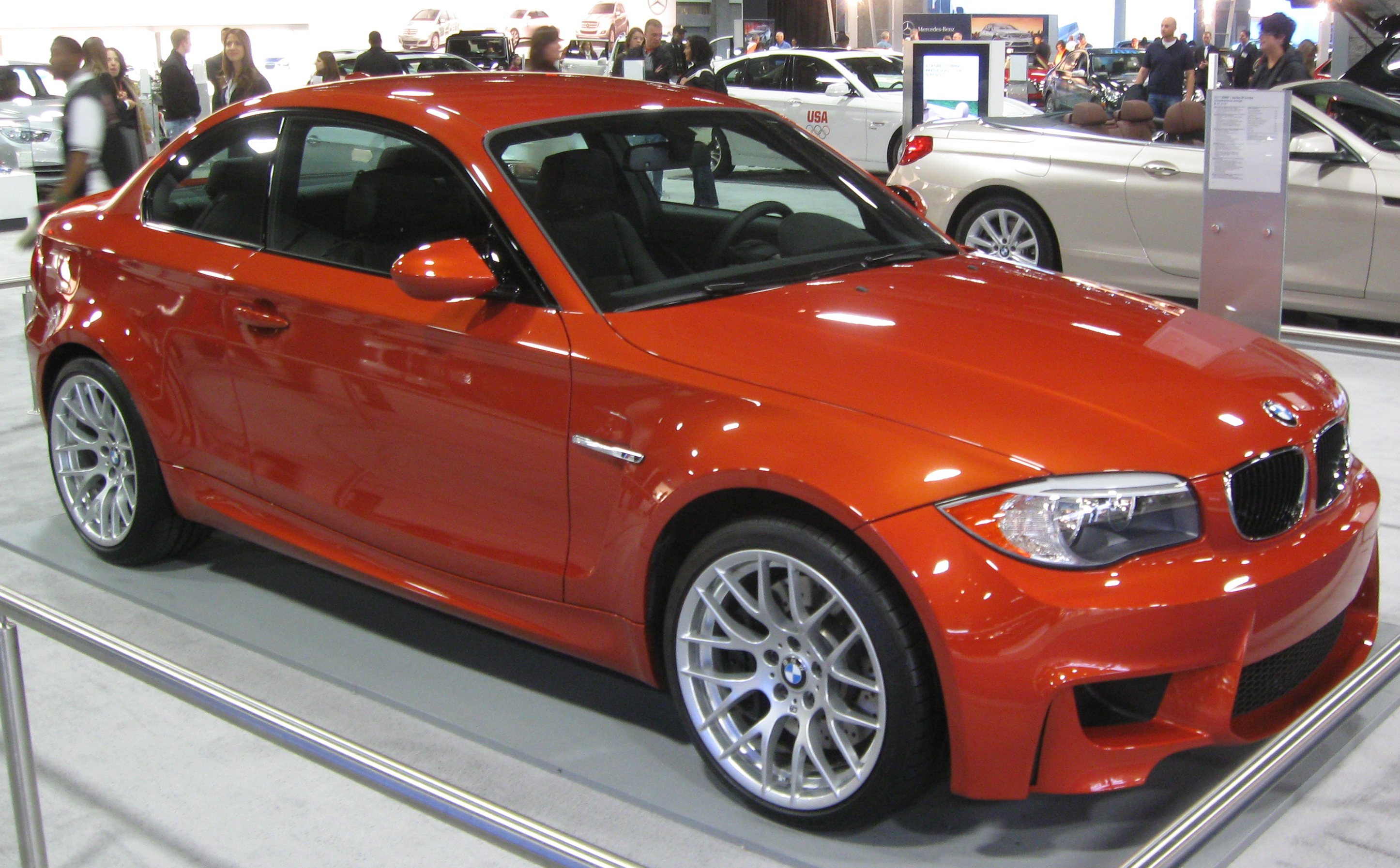
BMW 1 M

Lancée début 2011, la BMW Série 1 M Coupé est la plus petite des BMW à être sortie des ateliers Motorsport depuis la M3 E30. Elle est animée par un moteur 6-cylindres de 2 979 cm3, suralimenté par deux turbocompresseurs Mitsubishi.
La dénomination 1 M est à l'inverse des M3 et M5, pour éviter la confusion avec la BMW M1 de 1978. Elle est pour l'instant la plus abordable des BMW Motorsport. Initialement, BMW prévoyait de produire 2 700 exemplaires, mais face à une très forte demande, 6309 1 M ont finalement été produites, entre mars 2011 et juin 2012[réf. nécessaire].
Elle repose sur la plateforme du coupé E82, avec des voies élargies, une carrosserie spécifique et des jantes de 19 pouces. Les pneumatiques sont des 245/35 R 19 à l'avant et des 265/35 R 19 à l'arrière. Les freins, la suspension arrière et le différentiel sont repris de la M3 E90
La 1 M développe 340 ch (250 kW) et 450 N m de couple, valeur pouvant augmenter de 50 N m pendant quelques secondes avec l'overboost. Elle affiche un poids de 1495 Kilos et une répartition des masses de 51,7 % / 48,3 %. Sa principale particularité face à sa rivale RS3 est le mode de transmission puisque c'est une propulsion, et non une transmission intégrale comme l'Audi.
Dotée exclusivement d'une boîte manuelle à 6 rapports et un différentiel à glissement limité, la 1M abat le 0 à 100 km/h en 4,9 secondes. Sa vitesse de pointe est limitée électroniquement à 250 km/h.
Elle est proposée en France à partir de 59 950 €.

### Motorisations
| Modèle | Période     | Code moteur | Type | Puissance | Régime max   | Cylindrée     | Disponibilité des châssis | Disponibilité des châssis | Disponibilité des châssis | Disponibilité des châssis | 0-100 km/h | Consommation (en L/100 km) |
| Modèle | Période     | Code moteur | Type | Puissance | Régime max   | Cylindrée     | Berline 3-portes          | Berline 5-portes          | Coupé                     | Cabriolet                 | 0-100 km/h | Consommation (en L/100 km) |
| ------ | ----------- | ----------- | ---- | --------- | ------------ | ------------- | ------------------------- | ------------------------- | ------------------------- | ------------------------- | ---------- | -------------------------- |
| 116i   | 2004 - 2007 | N45B16      | L4   | 115 ch    | 6 500 tr/min | 1,6 l         | Non                       | Oui                       | Non                       | Non                       | 10,8 s     | 7,5                        |
| 116i   | 2007 - 2009 | N43B16      | L4   | 122 ch    | 6 500 tr/min | 1,6 l         | Oui                       | Oui                       | Non                       | Non                       | 10,2 s     | 5,8                        |
| 116i   | 2009 - 2012 | N43B20      | L4   | 122 ch    | 6 500 tr/min | 2,0 l         | Oui                       | Oui                       | Non                       | Non                       | 9,8 s      | 6,1                        |
| 118i   | 2004 - 2007 | N46B20      | L4   | 129 ch    | 6 500 tr/min | 2,0 l         | Non                       | Oui                       | Non                       | Non                       | 9,4 s      | 7,3                        |
| 118i   | 2007 - 2013 | N43B20      | L4   | 143 ch    | 6 500 tr/min | 2,0 l         | Oui                       | Oui                       | Non                       | Oui                       | 8,8 s      | 5,8                        |
| 120i   | 2004 - 2007 | N46B20      | L4   | 150 ch    | 6 600 tr/min | 2,0 l         | Non                       | Oui                       | Non                       | Non                       | 8,7 s      | 7,4                        |
| 120i   | 2007 - 2013 | N43B20      | L4   | 170 ch    | 7 000 tr/min | 2,0 l         | Oui                       | Oui                       | Oui                       | Oui                       | 7,8 s      | 6,4                        |
| 125i   | 2007 - 2013 | N52B30      | L6   | 218 ch    | 6 750 tr/min | 3,0 l         | Non                       | Non                       | Oui                       | Oui                       | 6,4 s      | 7,9                        |
| 128i   | 2008 - 2013 | N52B30      | L6   | 231 ch    | 7 000 tr/min | 3,0 l         | Non                       | Non                       | Oui                       | Oui                       | 6,4 s      | 10,7                       |
| 130i   | 2005 - 2009 | N52B30      | L6   | 265 ch    | 7 000 tr/min | 3,0 l         | Oui                       | Oui                       | Non                       | Non                       | 6,2 s      | 9,2                        |
| 130i   | 2009 - 2012 | N53B30      | L6   | 258 ch    | 7 000 tr/min | 3,0 l         | Oui                       | Oui                       | Non                       | Non                       | 6,1 s      | 8,3                        |
| 135i   | 2007 - 2010 | N54B30      | L6   | 306 ch    | 7 000 tr/min | 3,0 l biturbo | Non                       | Non                       | Oui                       | Oui                       | 5,3 s      | 8,5                        |
| 135i   | 2010 - 2013 | N55B30      | L6   | 306 ch    | 7 000 tr/min | 3,0 l turbo   | Non                       | Non                       | Oui                       | Oui                       | 5,3 s      | 8,5                        |
| 1M     | 2011 - 2012 | N54B30      | L6   | 340 ch    | 7 000 tr/min | 3,0 l biturbo | Non                       | Non                       | Oui                       | Non                       | 4,9 s      | 9,6                        |

| Modèle | Période     | Code moteur | Type | Puissance | Régime max   | Cylindrée     | Disponibilité des châssis | Disponibilité des châssis | Disponibilité des châssis | Disponibilité des châssis | 0-100 km/h | Consommation (en L/100 km) |
| Modèle | Période     | Code moteur | Type | Puissance | Régime max   | Cylindrée     | Berline 3-portes          | Berline 5-portes          | Coupé                     | Cabriolet                 | 0-100 km/h | Consommation (en L/100 km) |
| ------ | ----------- | ----------- | ---- | --------- | ------------ | ------------- | ------------------------- | ------------------------- | ------------------------- | ------------------------- | ---------- | -------------------------- |
| 116d   | 2009 - 2011 | N47D20      | L4   | 116 ch    | 4 400 tr/min | 2,0 l turbo   | Oui                       | Oui                       | Non                       | Non                       | 10,2 s     | 4,4                        |
| 118d   | 2004 - 2007 | M47D20      | L4   | 122 ch    | 4 500 tr/min | 2,0 l turbo   | Non                       | Oui                       | Non                       | Non                       | 10 s       | 5,6                        |
| 118d   | 2007 - 2013 | N47D20      | L4   | 143 ch    | 4 750 tr/min | 2,0 l turbo   | Oui                       | Oui                       | Oui                       | Oui                       | 8,9 s      | 4,4                        |
| 120d   | 2005 - 2007 | M47D20      | L4   | 163 ch    | 4 500 tr/min | 2,0 l turbo   | Non                       | Oui                       | Non                       | Non                       | 7,9 s      | 5,7                        |
| 120d   | 2007 - 2013 | N47D20      | L4   | 177 ch    | 4 750 tr/min | 2,0 l turbo   | Oui                       | Oui                       | Oui                       | Oui                       | 7,6 s      | 4,4                        |
| 123d   | 2007 - 2013 | N47D20      | L4   | 204 ch    | 5 000 tr/min | 2,0 l biturbo | Oui                       | Oui                       | Oui                       | Oui                       | 7 s        | 5,2                        |

1. 1 2  L4 : moteur à 4 cylindres en ligne. L6 : moteur à 6 cylindres en ligne.
2. 1 2  Valeur du 0-100 km/h annoncée par le constructeur sur Série 1, 5-portes, boîte manuelle. Sauf pour la 135i, performances du coupé.
3. 1 2  Consommation en cycle mixte annoncée par le constructeur sur une Série 1, 5-portes, boîte manuelle. Sauf pour la 135i, consommation du coupé.

### Finitions
5 finitions sont disponibles en France au lancement de la Série 1 :
- Base
- Première
- Confort
- Luxe
- Sport

### En compétition

#### Time Attack
Le modèle 135i coupé est utilisé par la team Berk Technology depuis 2008 au championnat américain de Time Attack : redline time attack en "street RWD"

### Galerie

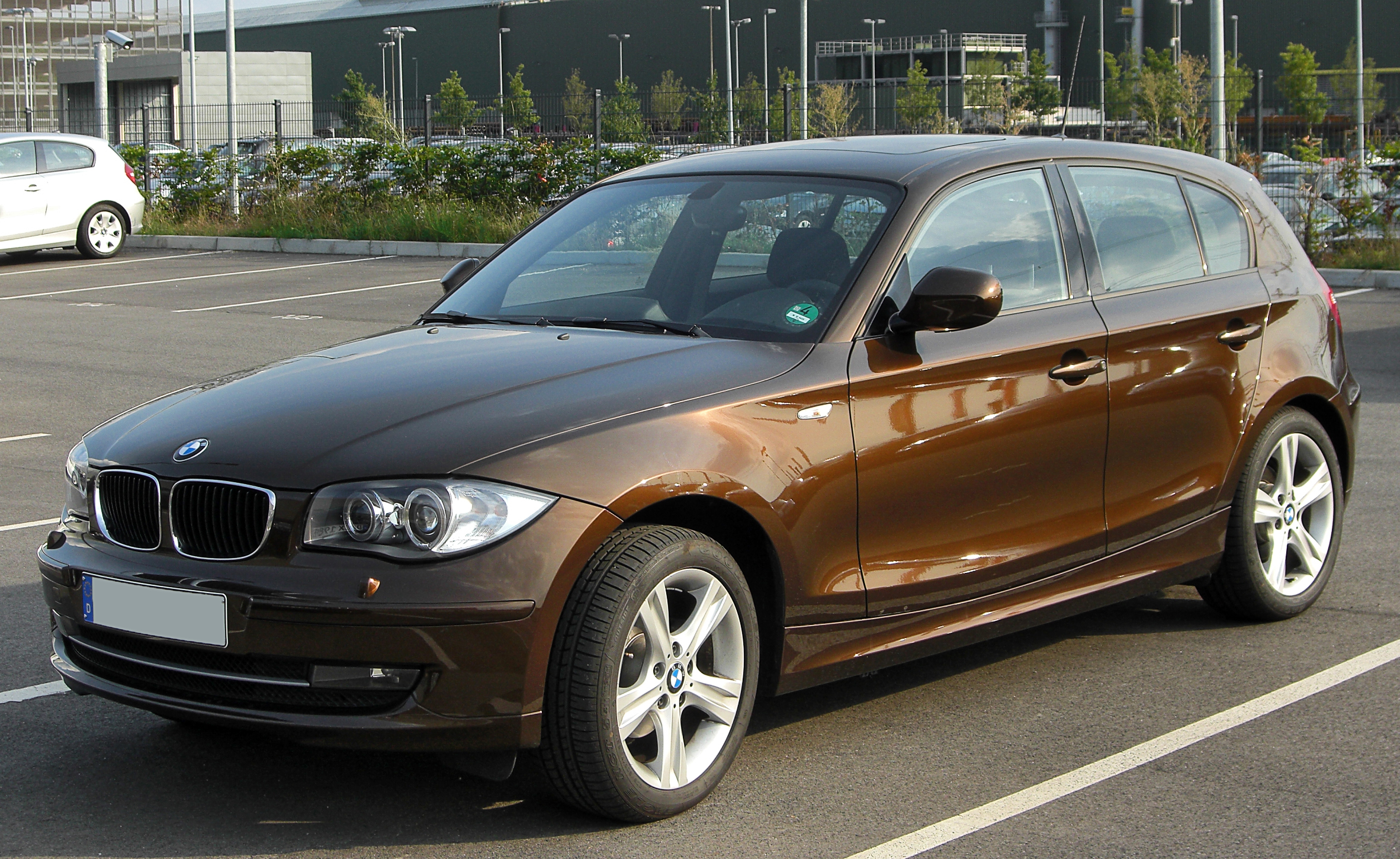
5 portes - facelift (avant)
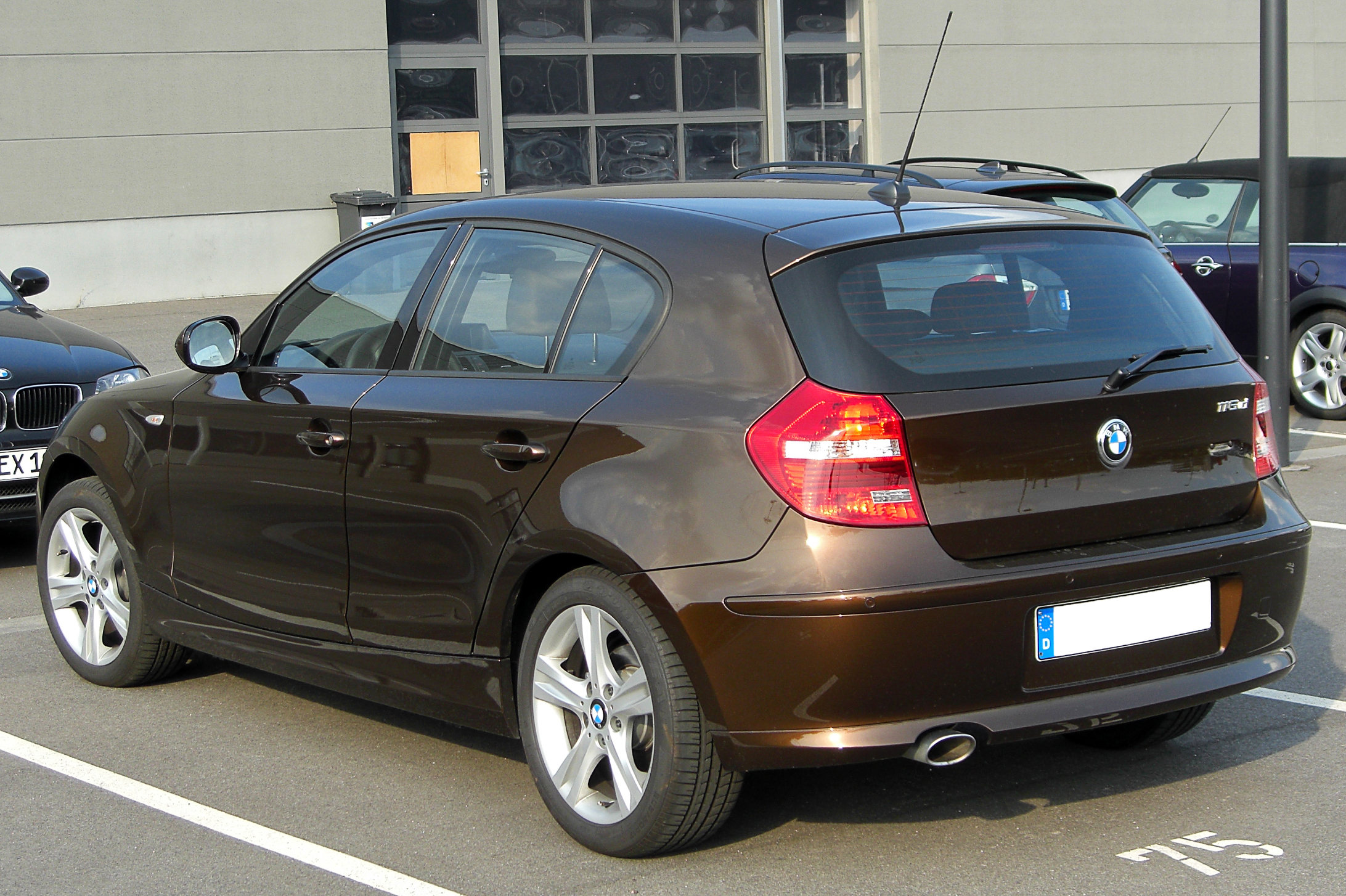
5 portes - facelift (arrière)
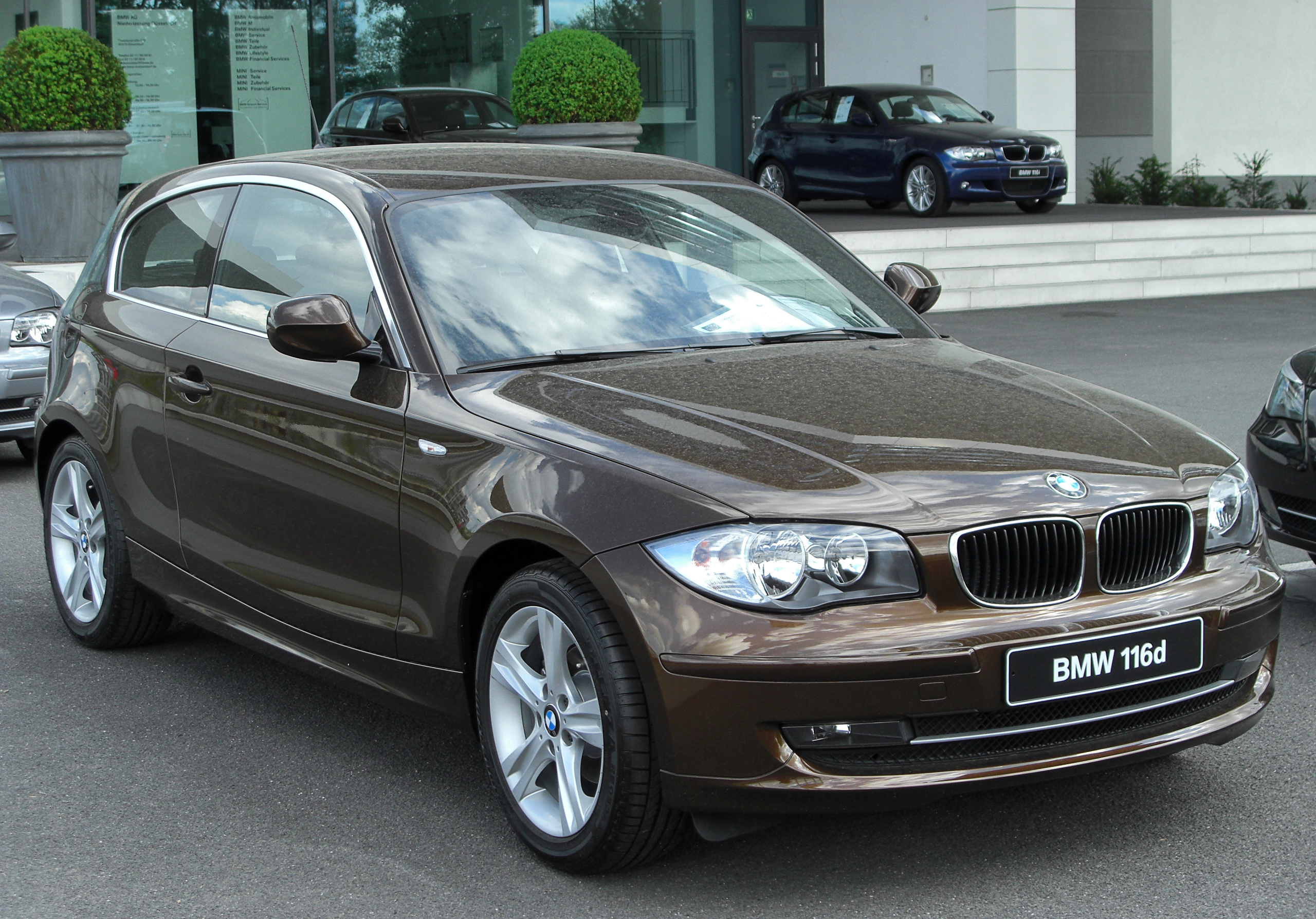
3 portes - facelift (avant)
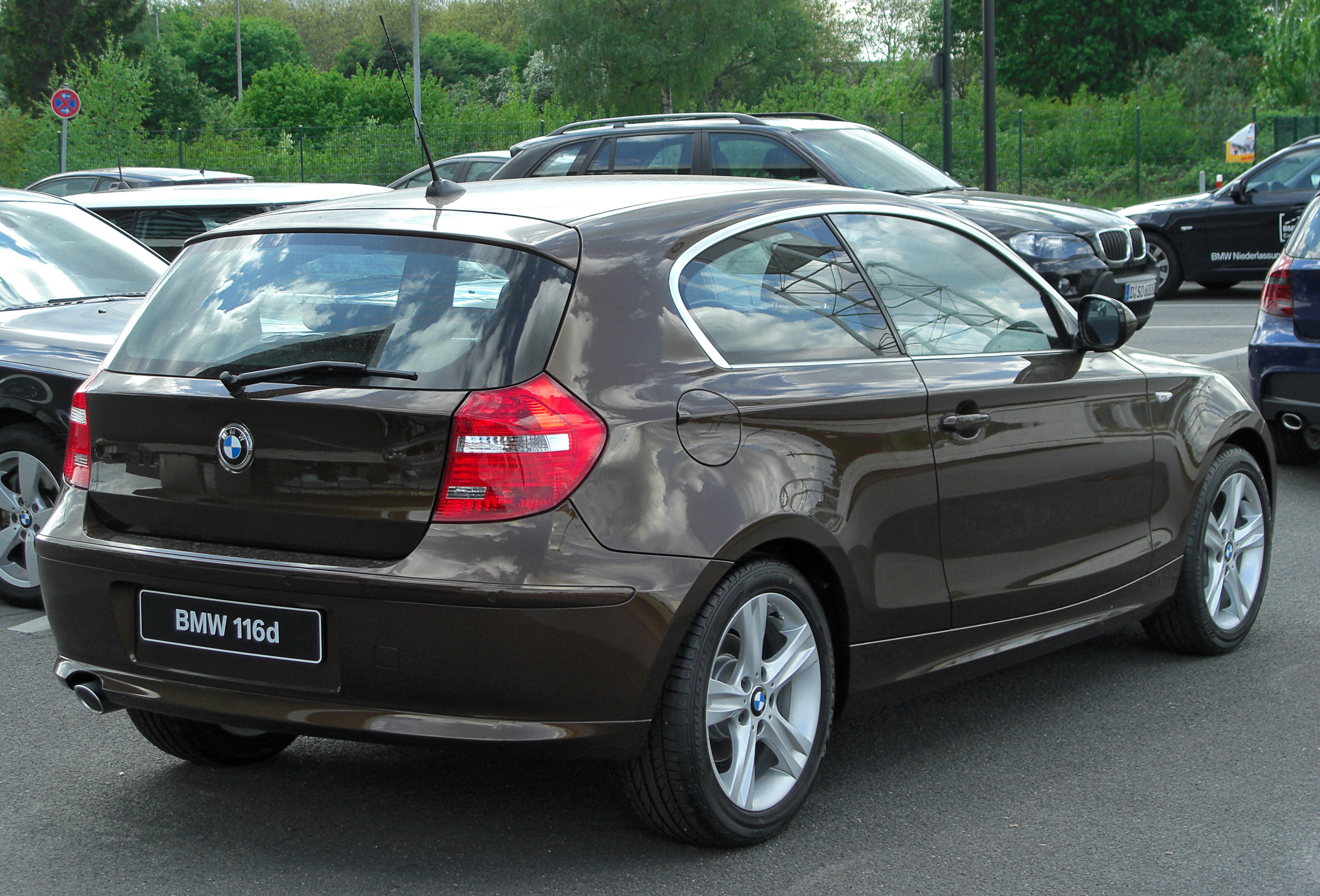
3 portes - facelift (arrière)

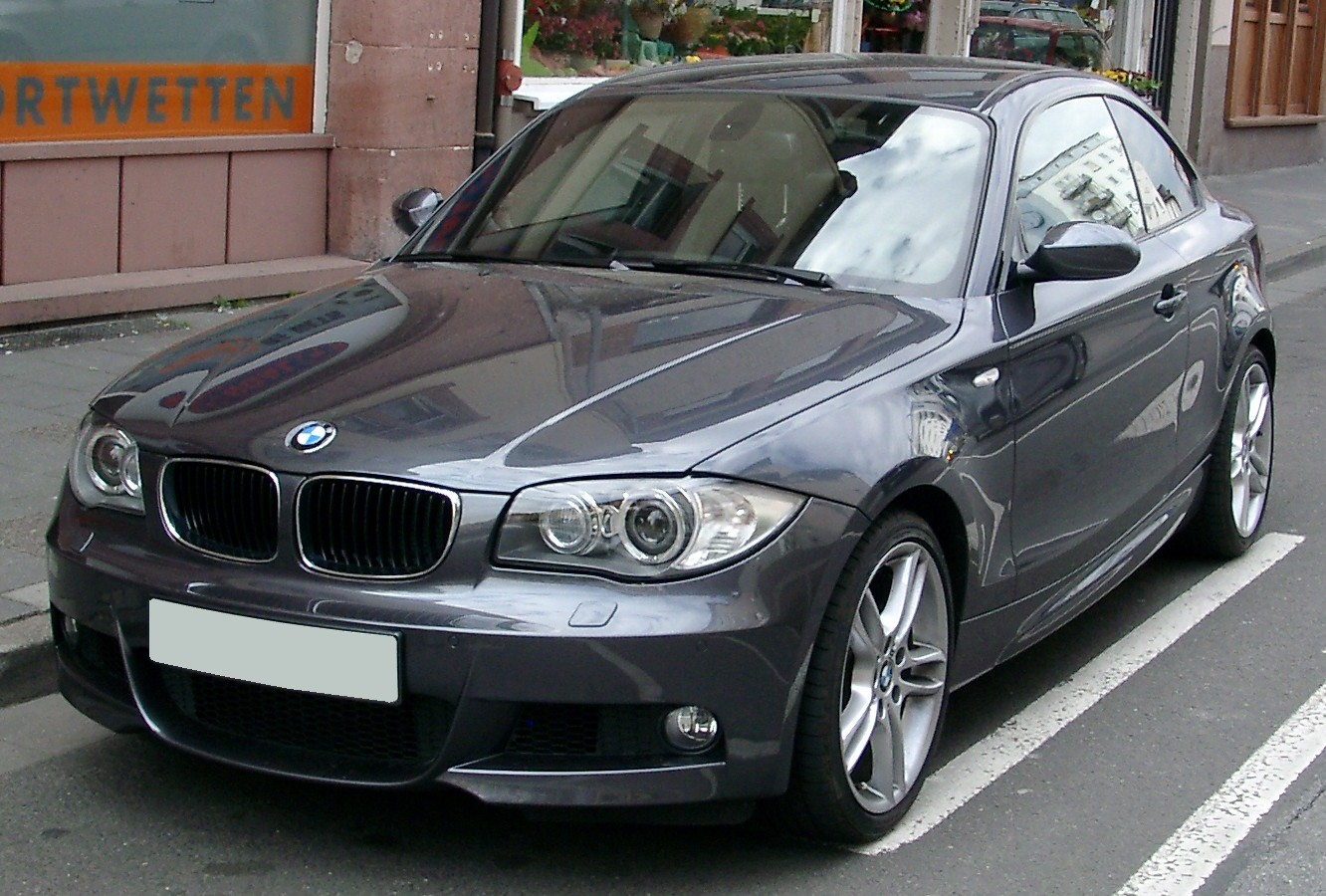
Coupé (avant)
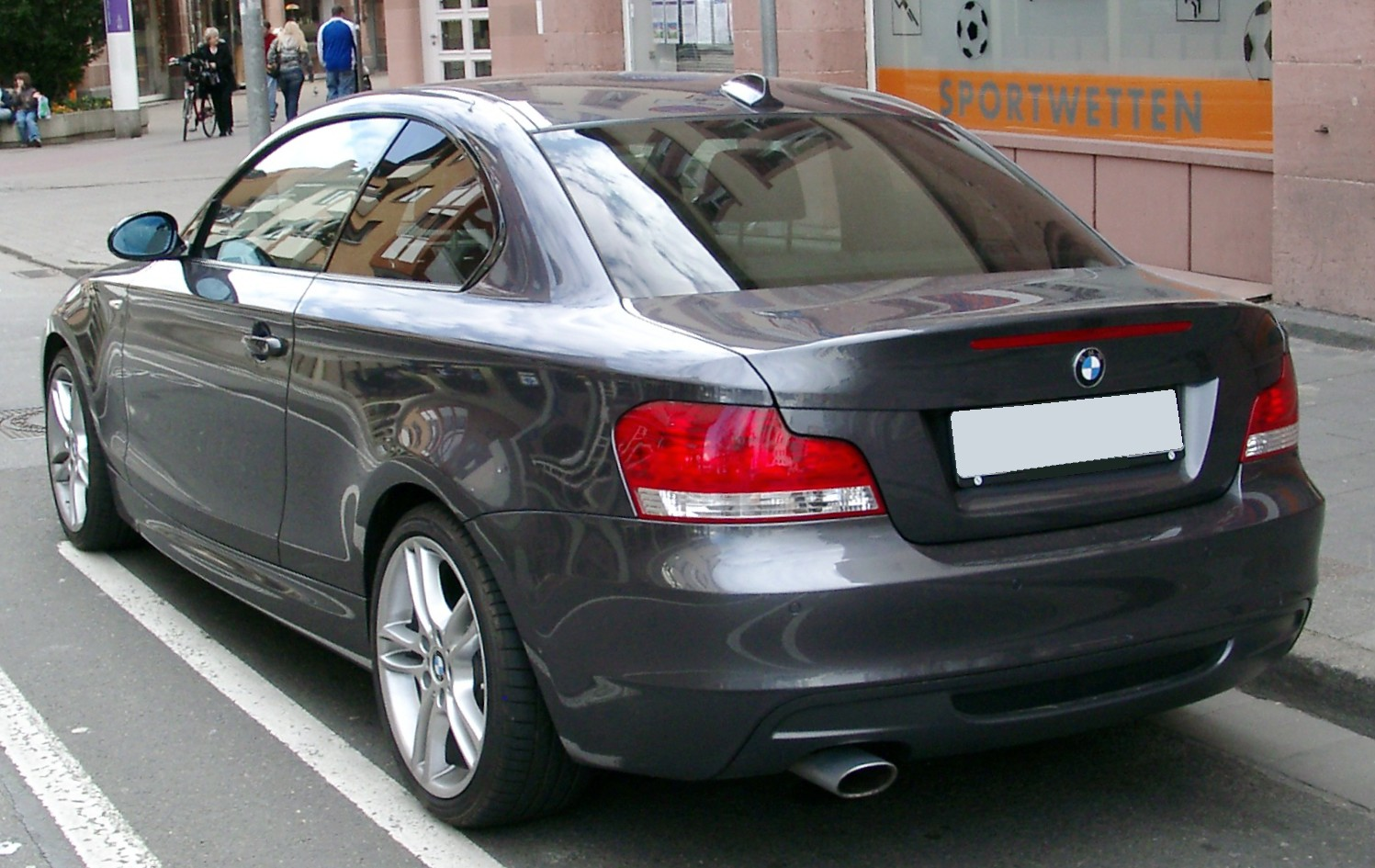
Coupé (arrière)
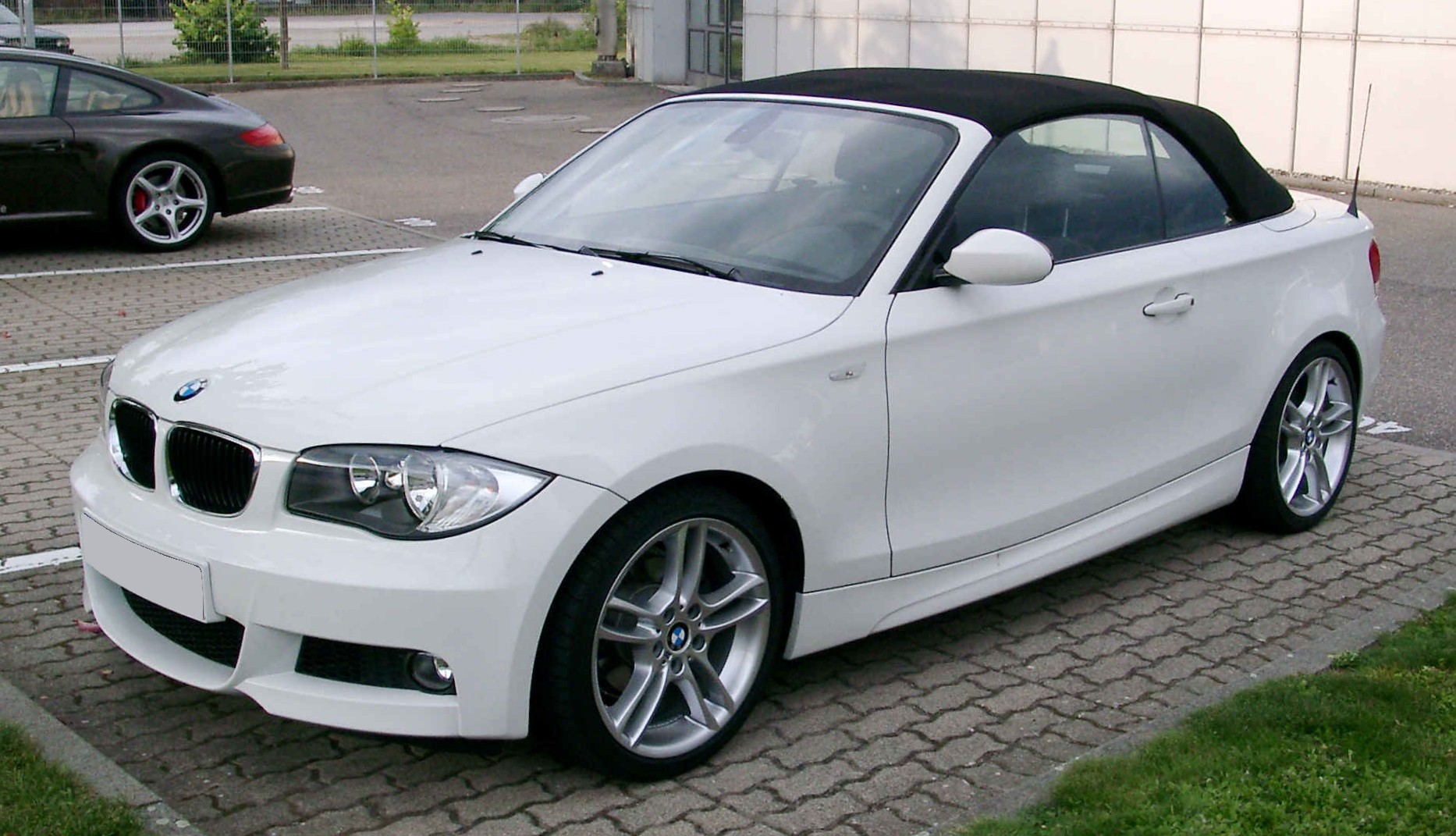
Cabriolet (avant)
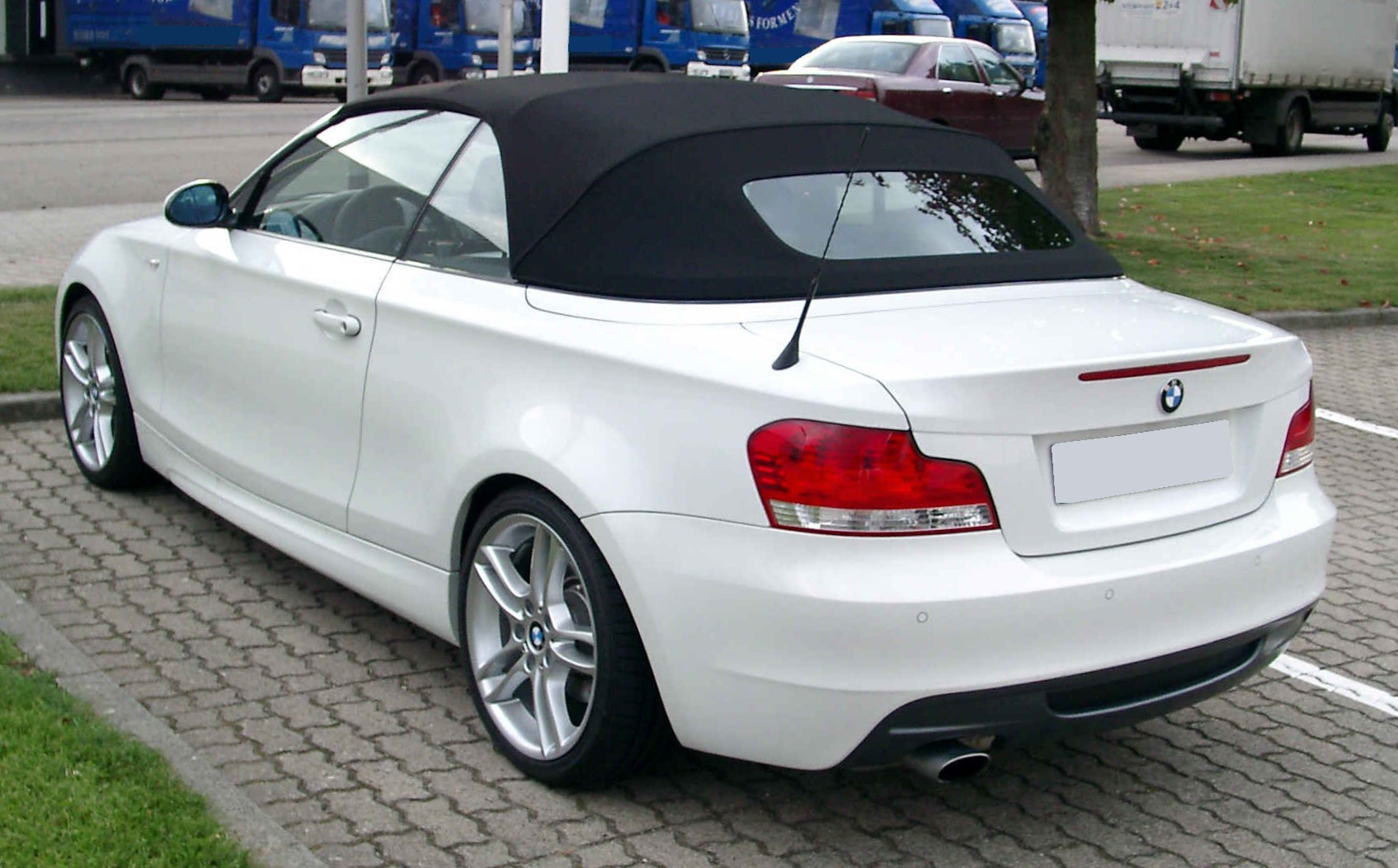
Cabriolet (arrière)

## 2egénération F20 (2011 - 2019)

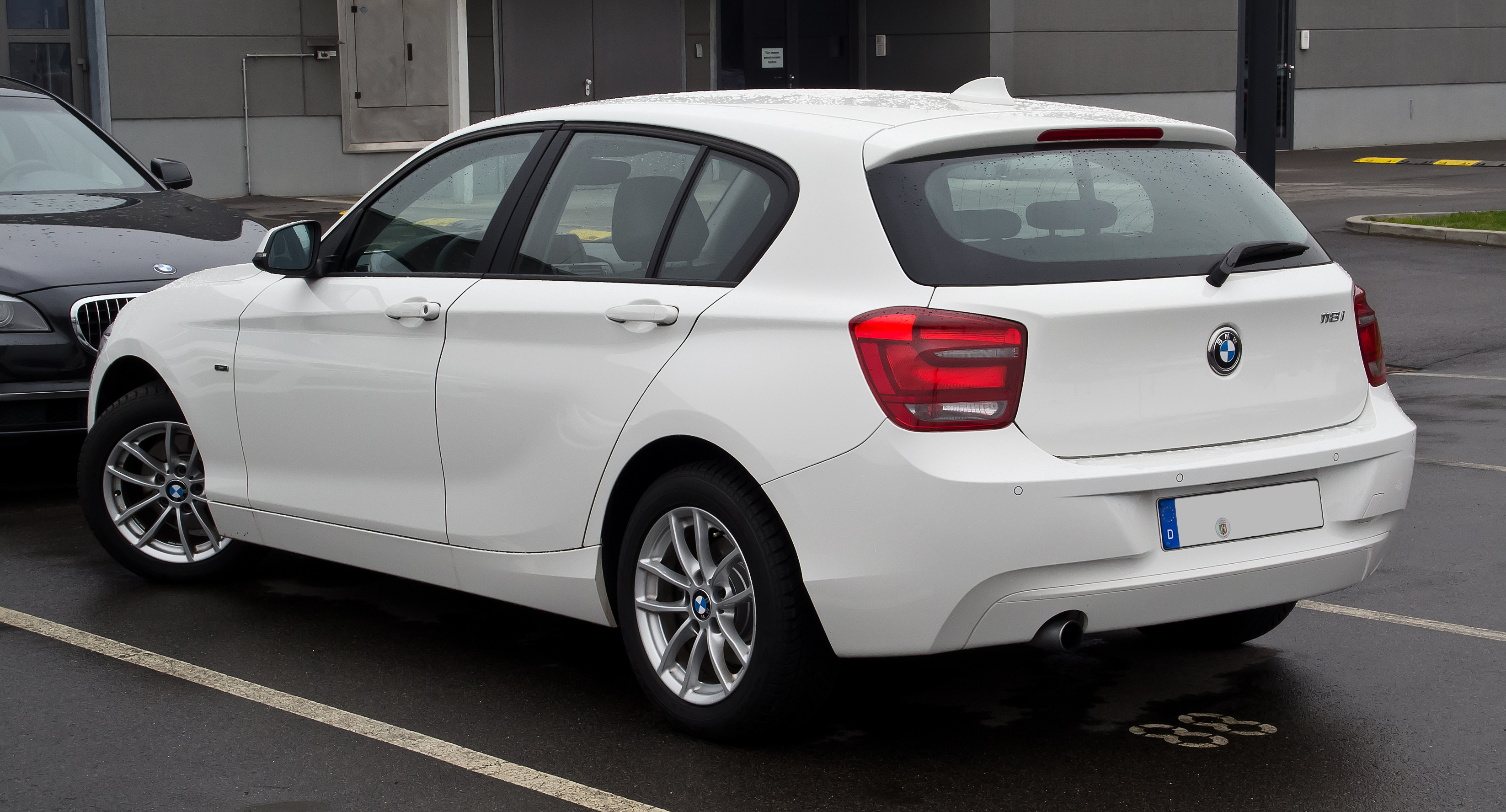
BMW F20

La Série 1 de seconde génération est commercialisée à partir de septembre 2011. Critiquée sur la précédente génération pour des matériaux et des assemblages indignes de sa catégorie, cette F20 rectifie le tir en proposant une toute nouvelle plate-forme.

### Phase 1 (2011-2015)
Proposée tout d'abord en 5 portes (F20), elle est également disponible en 3 portes (F21, 2012), puis en version Coupé et Cabriolet nommées dorénavant Série 2[réf. nécessaire].
Cette nouvelle génération reçoit une inédite boîte de vitesses automatique à 8 rapports. Côté transmission, cette compact premium reste fidèle à la propulsion.
En novembre 2012, BMW introduit sur le modèle 3 portes les motorisations 118i et 120d.
De plus, pour la première fois sur la Série 1, la transmission intégrale est disponible sur les modèles M135i et 118d/120d.

#### Motorisations
Essence
| Motorisations Essence        | 114i                                                      | 116i                                                      | 118i                                                      | 120i                                                      | 125i                                                      | M135i                                                     | M140i                                                     |
| Moteur                       | 4 cylindres en ligne                                      | 4 cylindres en ligne                                      | 4 cylindres en ligne                                      | 4 cylindres en ligne                                      | 4 cylindres en ligne                                      | 6 cylindres en ligne                                      | 6 cylindres en ligne                                      |
| Code Moteur                  | N13B16 (PSA BMW EP6)                                      | N13B16 (PSA BMW EP6)                                      | N13B16 (PSA BMW EP6)                                      | N20B20                                                    | N20B20                                                    | N55B30                                                    | B58B30                                                    |
| Admission                    | Turbocompressé                                            | Turbocompressé                                            | Turbocompressé                                            | Turbocompressé                                            | Turbocompressé                                            | Turbocompressé                                            | Turbocompressé                                            |
| Cylindrée (cm3)              | 1 598                                                     | 1 598                                                     | 1 598                                                     | 1 598                                                     | 1 997                                                     | 2 979                                                     | 2 998                                                     |
| Puissance (ch)               | 102 à 4 000 tr/min                                        | 136 à 4 400 tr/min                                        | 170 à 4 800 tr/min                                        | 184 à 4 800 tr/min                                        | 218 à 6 100 tr/min                                        | 320 / 326 à 5 800 tr/min                                  | 340 à 5 500 tr/min                                        |
| Couple maximal (N m)         | 180 de 1 100 à 4 000 tr/min                               | 220 à 1 250 tr/min                                        | 250 à 1 500 tr/min                                        | 270 à 1 500 tr/min                                        | 310 à 1 350 tr/min                                        | 450 de 1 350 à 4 500 tr/min                               | 500 de 1 520 à 4 500 tr/min                               |
| Transmission                 | Propulsion ou XDRIVE (4 Roues Motrices)(Sauf 114I,116I)   | Propulsion ou XDRIVE (4 Roues Motrices)(Sauf 114I,116I)   | Propulsion ou XDRIVE (4 Roues Motrices)(Sauf 114I,116I)   | Propulsion ou XDRIVE (4 Roues Motrices)(Sauf 114I,116I)   | Propulsion ou XDRIVE (4 Roues Motrices)(Sauf 114I,116I)   | Propulsion ou XDRIVE (4 Roues Motrices)(Sauf 114I,116I)   | Propulsion ou XDRIVE (4 Roues Motrices)(Sauf 114I,116I)   |
| Boîte de vitesses            | Manuelle 6 vitesses ou automatique 8 vitesses (Sauf 114I) | Manuelle 6 vitesses ou automatique 8 vitesses (Sauf 114I) | Manuelle 6 vitesses ou automatique 8 vitesses (Sauf 114I) | Manuelle 6 vitesses ou automatique 8 vitesses (Sauf 114I) | Manuelle 6 vitesses ou automatique 8 vitesses (Sauf 114I) | Manuelle 6 vitesses ou automatique 8 vitesses (Sauf 114I) | Manuelle 6 vitesses ou automatique 8 vitesses (Sauf 114I) |
| Vitesse maxi (km/h)          | 195                                                       | 210                                                       | 230                                                       | 230                                                       | 245                                                       | 250                                                       | 250                                                       |
| 0-100 km/h (en s)            | 11,2                                                      | 8,5                                                       | 7,1                                                       | 7,1                                                       | 6,4                                                       | 5,1                                                       | 4.6                                                       |
| Consommation (en L/100 km)   | 5,5 à 5,7                                                 | 5 à 4,8                                                   | 5,9 (5,8)                                                 | 5,8 à 6                                                   | 6,6 à 6,7 (6,4)                                           | 8,0 (7,5)                                                 | 7,8 (7,1)                                                 |
| Émissions de CO2 (en g/km)   | 127 à 132                                                 | 112 à 116                                                 | 137 (134)                                                 | 136 à 139                                                 | 157 (154)                                                 | 188 (175)                                                 | 179 (163)                                                 |
| Masse à vide (kg)            | 1 360                                                     | 1 395                                                     | 1 370 (1 390)                                             | 1 380                                                     | 1 380 (1 420)                                             | 1 505                                                     | 1 525                                                     |
| Dimension (m)                | L x l x h = 4,33 x 1,76 x 1,44                            | L x l x h = 4,33 x 1,76 x 1,44                            | L x l x h = 4,33 x 1,76 x 1,44                            | L x l x h = 4,33 x 1,76 x 1,44                            | L x l x h = 4,33 x 1,76 x 1,44                            | L x l x h = 4,33 x 1,76 x 1,44                            | L x l x h = 4,33 x 1,76 x 1,44                            |
| Capacité du réservoir (en L) | 52                                                        | 52                                                        | 52                                                        | 52                                                        | 52                                                        | 52                                                        | 52                                                        |

Diesel
| Motorisations Diesel         | 114d                                                       | 116d efficient dynamics                                    | 116d                                                       | 118d                                                       | 120d                                                       | 125d                                                       |
| Moteur                       | 4 cylindres en ligne                                       | 4 cylindres en ligne                                       | 4 cylindres en ligne                                       | 4 cylindres en ligne                                       | 4 cylindres en ligne                                       | 4 cylindres en ligne                                       |
| Admission                    | Turbocompressé                                             | Turbocompressé                                             | Turbocompressé                                             | Turbocompressé                                             | Turbocompressé                                             | Turbocompressé                                             |
| Code Moteur                  | N47B16                                                     | N47B16                                                     | N47B20                                                     | N47B20                                                     | N47B20                                                     | N47B20 Biturbo                                             |
| Cylindrée (cm3)              | 1 598                                                      | 1598                                                       | 1 995                                                      | 1 995                                                      | 1 995                                                      | 1 995                                                      |
| Puissance (ch)               | 95 à 4 000 tr/min                                          | 116 à 4 000 tr/min                                         | 116 à 4 000 tr/min                                         | 143 à 4 000 tr/min                                         | 184 à 4 000 tr/min                                         | 218 à 4 000 tr/min                                         |
| Couple maximal (N m)         | 235 de 1 500 à 2 750 tr/min                                | 260 à 1 750 tr/min                                         | 260 à 1 750 tr/min                                         | 320 de 1 750 à 2 500 tr/min                                | 380 de 1 750 à 2 750 tr/min                                | 450 de 1 500 à 2 500 tr/min                                |
| Transmission                 | Propulsion ou XDRIVE (4 Roues Motrices)(Sauf 114D,116D)    | Propulsion ou XDRIVE (4 Roues Motrices)(Sauf 114D,116D)    | Propulsion ou XDRIVE (4 Roues Motrices)(Sauf 114D,116D)    | Propulsion ou XDRIVE (4 Roues Motrices)(Sauf 114D,116D)    | Propulsion ou XDRIVE (4 Roues Motrices)(Sauf 114D,116D)    | Propulsion ou XDRIVE (4 Roues Motrices)(Sauf 114D,116D)    |
| Boîte de vitesses            | Manuelle 6 vitesses ou automatique 8 vitesses (Sauf 114D,) | Manuelle 6 vitesses ou automatique 8 vitesses (Sauf 114D,) | Manuelle 6 vitesses ou automatique 8 vitesses (Sauf 114D,) | Manuelle 6 vitesses ou automatique 8 vitesses (Sauf 114D,) | Manuelle 6 vitesses ou automatique 8 vitesses (Sauf 114D,) | Manuelle 6 vitesses ou automatique 8 vitesses (Sauf 114D,) |
| Vitesse maxi (km/h)          | 185                                                        | 195                                                        | 200                                                        | 212                                                        | 228                                                        | 240                                                        |
| 0-100 km/h (en s)            | 12,2                                                       | 10,4                                                       | 10,3                                                       | 8,9                                                        | 7,2                                                        | 6.3                                                        |
| Consommation (en L/100 km)   | 4,1 (4,1)                                                  | 3,8 à 4,3                                                  | 3,8 à 4,3                                                  | 4,1 à 4,4                                                  | 4,3 à 4,5 (4,5)                                            | 4,9 (4,8)                                                  |
| Émissions de CO2 (en g/km)   | 109 (111)                                                  | 99                                                         | 114                                                        | 109 à 115 (119)                                            | 114 à 119 (119)                                            | 128 (129)                                                  |
| Masse à vide (kg)            | 1 380                                                      | 1380                                                       | 1 395                                                      | 1 390 (1 420)                                              | 1 425 (1 440)                                              | 1 465 (1 480)                                              |
| Dimension (m)                | L x l x h = 4,33 x 1,76 x 1,44                             | L x l x h = 4,33 x 1,76 x 1,44                             | L x l x h = 4,33 x 1,76 x 1,44                             | L x l x h = 4,33 x 1,76 x 1,44                             | L x l x h = 4,33 x 1,76 x 1,44                             | L x l x h = 4,33 x 1,76 x 1,44                             |
| Capacité du réservoir (en L) | 52                                                         | 52                                                         | 52                                                         | 52                                                         | 52                                                         | 52                                                         |

#### Finitions
En France, la Série 1 F20 se décline en six finitions : Première, Lounge, Lounge Plus, Urban Life, Sport et Sport Edition (pack M).

### Phase 2 (restylée) (2015-2017)

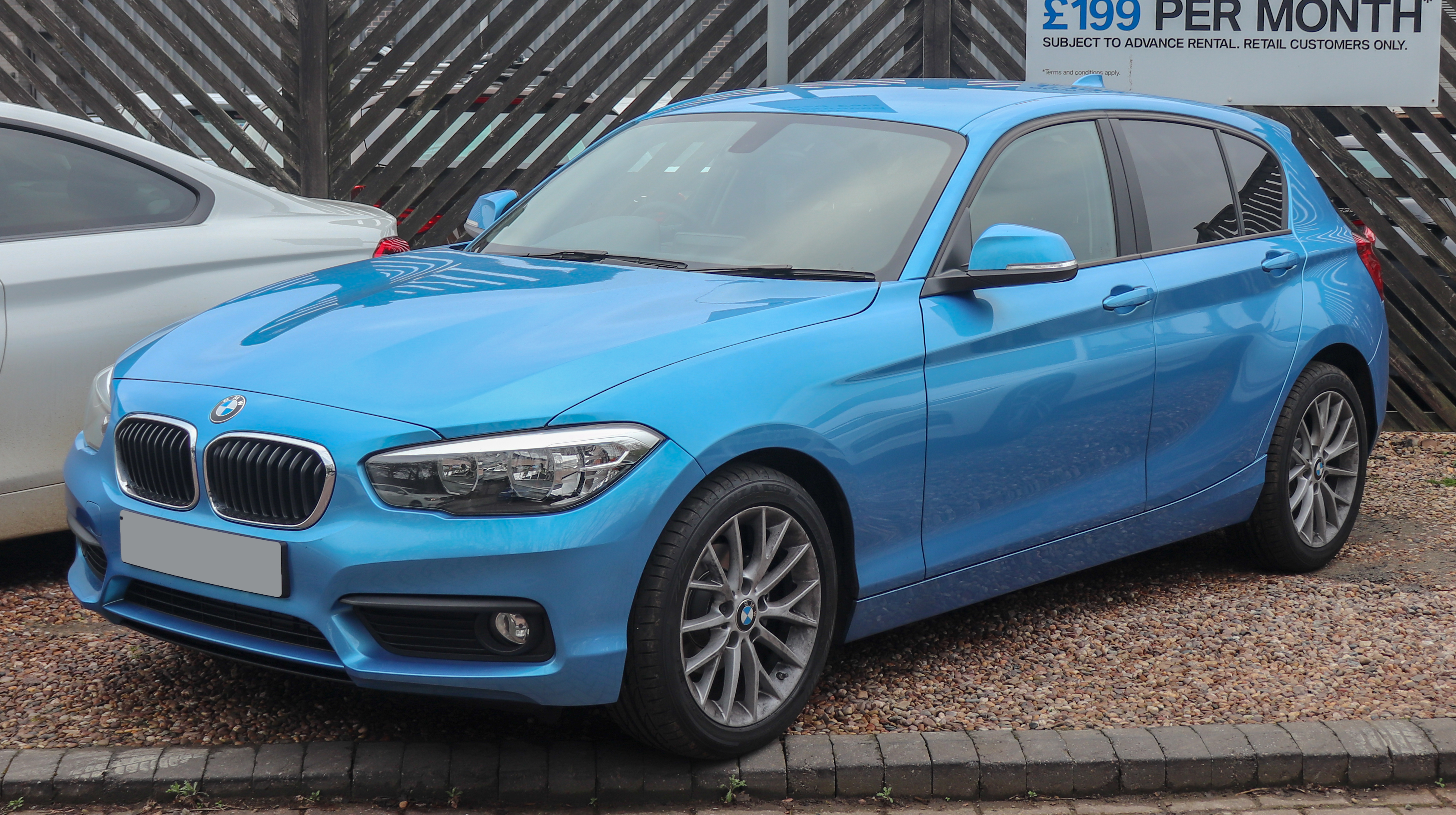
BMW Série 1 (F20) Phase II

BMW a notablement enrichi la gamme des moteurs disponibles sur cette nouvelle Série 1 restylée, avec l'apparition des moteurs essence et diesel à trois et à quatre cylindres de toute dernière génération (nouvelle 116d 116 ch 3,4 L/100 km et 89 g/km CO2). Petite incongruité de gamme qui s'éteint avec la prochaine génération, la Série 1 reste une propulsion, une exclusivité sur ce segment des compactes.
BMW a également travaillé sur le six cylindres en ligne de la BMW M135i dont la puissance augmente et grimpe à 326 ch. La boîte automatique Steptronic 8 rapports est maintenant disponible sur 125d, 120d xDrive et M135i xDrive.
L'aspect extérieur a été revu sur les faces avant et arrière avec une nouvelle calandre (naseaux plus grands), des phares plus plats et désormais à leds de série (et 100 % LED en option) à l'avant, des feux arrière redessinés (à LED là aussi) pour adopter les nouvelles caractéristiques des dernières productions de la maison. Dans l'habitacle, c'est essentiellement le haut de la console centrale qui a été légèrement revu. La Série 1 restylée adopte maintenant de série la climatisation automatique, le capteur de pluie, la radio BMW Professional ainsi que le système iDrive associé à un écran 6,5 pouces.

#### Motorisations
Essence
Modèles diffusés après restylage à partir de 2015 - 2018
De nouvelles motorisations sont apparues faisant place à la famille de moteurs modulaires [B].
Les valeurs entre parenthèses correspondent à la variante équipée de la transmission intégrale xDrive. Cette transmission s'accompagne nécessairement de la boîte de vitesses Steptronic 8 et pas de la BVM 6.
Les chiffres de consommation de carburant et de pollution correspondent aux chiffres maximaux proposés par le constructeur.
| Motorisations essence        | 116i                                          | 118i                                          | 120i                                          | 125i                                          | M140i/xDrive                                  |
| ---------------------------- | --------------------------------------------- | --------------------------------------------- | --------------------------------------------- | --------------------------------------------- | --------------------------------------------- |
| Moteur                       | 3 cylindres en ligne                          | 3 cylindres en ligne                          | 4 cylindres en ligne                          | 4 cylindres en ligne                          | 6 cylindres en ligne                          |
| Cylindrée                    | 1 499 cm3                                     | 1 499 cm3                                     | 1 998 cm3                                     | 1 998 cm3                                     | 2 998 cm3                                     |
|                              | B38B15                                        | B38B15                                        | B48B20                                        | B48B20                                        | B58B30                                        |
| Puissance maxi               | 109 ch de 4 250 à 5 000 tr/min                | 136 ch de 4 400 à 6 000 tr/min                | 184 ch de 5 000 à 6 500 tr/min                | 224 ch de 5 200 à 6 500 tr/min                | 340 ch de 5 500 à 6 000 tr/min                |
| Couple maxi                  | 180 N m de 1 250 à 4 250 tr/min               | 220 N m de 1 250 à 4 300 tr/min               | 270 N m de 1 350 à 4 600 tr/min               | 310 N m de 1 400 à 5 000 tr/min               | 500 N m de 1 520 à 4 500 tr/min               |
| Norme environnementale       | Euro 6                                        | Euro 6                                        | Euro 6                                        | Euro 6                                        | Euro 6                                        |
| Boîte de vitesses            | Manuelle 6 vitesses ou automatique 8 vitesses | Manuelle 6 vitesses ou automatique 8 vitesses | Manuelle 6 vitesses ou automatique 8 vitesses | Manuelle 6 vitesses ou automatique 8 vitesses | Manuelle 6 vitesses ou automatique 8 vitesses |
| Vitesse maxi (en km/h)       | 195                                           | 210                                           | 225                                           | 243                                           | 250                                           |
| 0-100 km/h (en s)            | 10,9                                          | 8,7                                           | 7,1                                           | 6,1                                           | 4,6 / (4,4)                                   |
| Consommation (en L/100 km)   | 5,4                                           | 5,2                                           | 5,9                                           | 5,9                                           | 7,1 / (7,4)                                   |
| Émissions de CO2 (en g/km)   | 126                                           | 122                                           | 135                                           | 134                                           | 163 / (169)                                   |
| Capacité du réservoir (en L) | 52                                            | 52                                            | 52                                            | 52                                            | 52                                            |
| Masse à vide (en kg)         | 1 380                                         | 1 395                                         | 1 455                                         | 1 475                                         | 1 550 / (1 615)                               |

Diesel
| Motorisations Diesel         | 114d                                                      | 116d                                                      | 116d Efficient Dynamics                                   | 118d/xDrive                                               | 120d/xDrive                                               | 125d                                                      |
| ---------------------------- | --------------------------------------------------------- | --------------------------------------------------------- | --------------------------------------------------------- | --------------------------------------------------------- | --------------------------------------------------------- | --------------------------------------------------------- |
| Moteur                       | 3 cylindres en ligne                                      | 3 cylindres en ligne                                      | 3 cylindres en ligne                                      | 4 cylindres en ligne                                      | 4 cylindres en ligne                                      | 4 cylindres en ligne                                      |
| Cylindrée                    | 1 496 cm3                                                 | 1 496 cm3                                                 | 1 496 cm3                                                 | 1 995 cm3                                                 | 1 995 cm3                                                 | 1 995 cm3                                                 |
| Code moteur                  | B37D15                                                    | B37D15                                                    | B37D15                                                    | B47D20                                                    | B47D20                                                    | B47D20                                                    |
| Puissance maxi               | 95 ch à 4 000 tr/min                                      | 116 ch à 4 000 tr/min                                     | 116 ch à 4 000 tr/min                                     | 150 ch à 4 000 tr/min                                     | 190 ch à 4 000 tr/min                                     | 224 ch à 4 400 tr/min                                     |
| Couple maxi                  | 235 N m de 1 750 à 2 250 tr/min                           | 270 N m de 1 750 à 2 250 tr/min                           | 270 N m de 1 750 à 2 250 tr/min                           | 320 N m de 1 500 à 3 000 tr/min                           | 400 N m de 1 750 à 2 500 tr/min                           | 450 N m de 1 500 à 3 000 tr/min                           |
| Boîte de vitesses            | Manuelle 6 vitesses ou automatique 8 vitesses (Sauf 114D) | Manuelle 6 vitesses ou automatique 8 vitesses (Sauf 114D) | Manuelle 6 vitesses ou automatique 8 vitesses (Sauf 114D) | Manuelle 6 vitesses ou automatique 8 vitesses (Sauf 114D) | Manuelle 6 vitesses ou automatique 8 vitesses (Sauf 114D) | Manuelle 6 vitesses ou automatique 8 vitesses (Sauf 114D) |
| Vitesse maxi (en km/h)       | 185                                                       | 200                                                       | 195                                                       | 212                                                       | 228                                                       | 240                                                       |
| 0-100 km/h (en s)            | 12,2                                                      | 10,3                                                      | 10,4                                                      | 8,1 / (8,4)                                               | 7,0 / (6,8)                                               | 6,3                                                       |
| Consommation (en L/100 km)   | 4,0                                                       | 4,1                                                       | 3,8                                                       | 4,2 / (4,7)                                               | 4,3 / (4,7)                                               | 4,6                                                       |
| Émissions de CO2 (en g/km)   | 106                                                       | 107                                                       | 101                                                       | 110 / (123)                                               | 114 / (124)                                               | 121                                                       |
| Capacité du réservoir (en L) | 52                                                        | 52                                                        | 52                                                        | 52                                                        | 52                                                        | 52                                                        |
| Masse à vide (en kg)         | 1 395                                                     | 1 425                                                     | 1 395                                                     | 1 450 / (1 505)                                           | 1 465 / (1 530)                                           | 1 505                                                     |

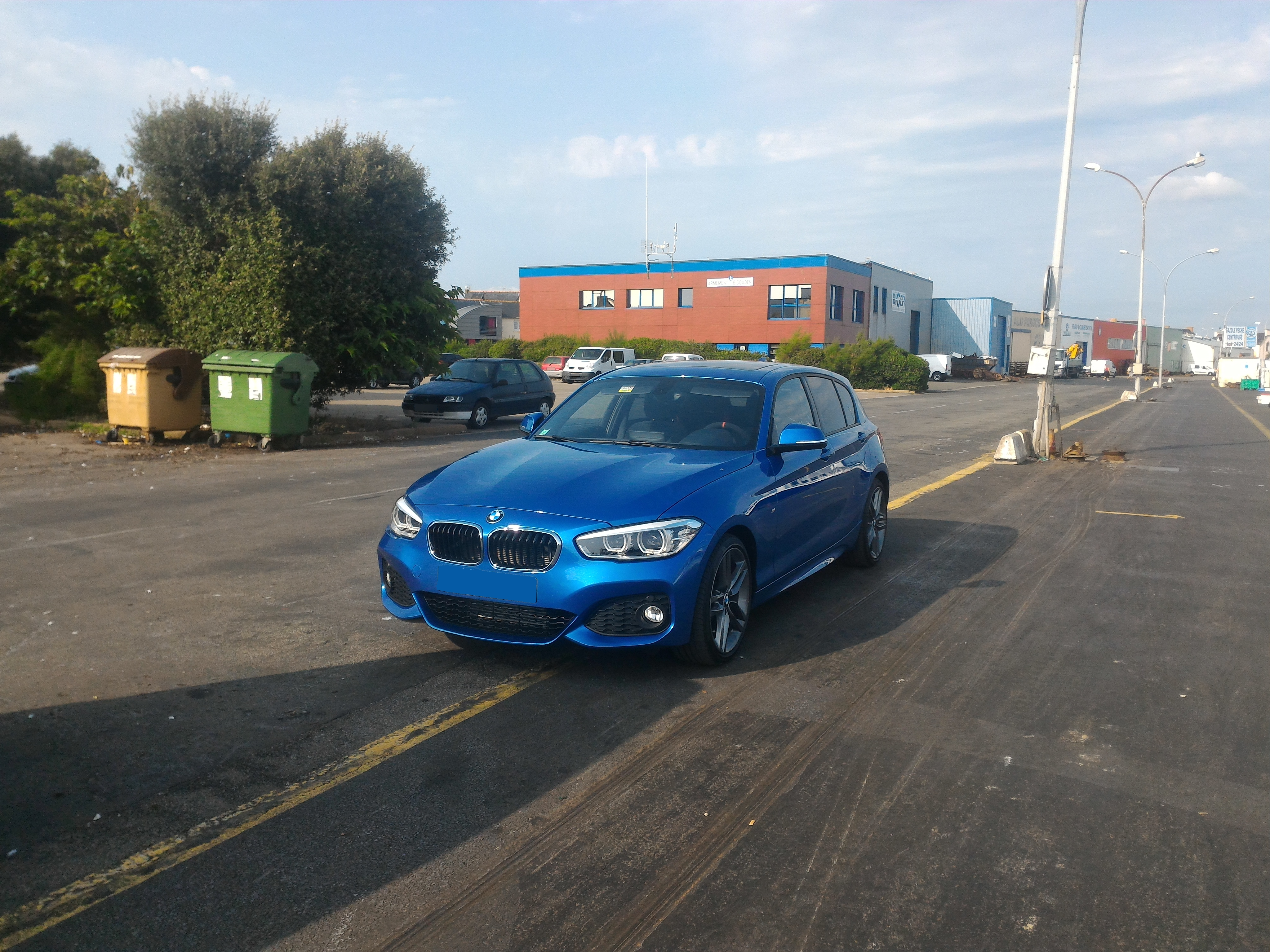
BMW Série 1 118d avec le pack M - face avant
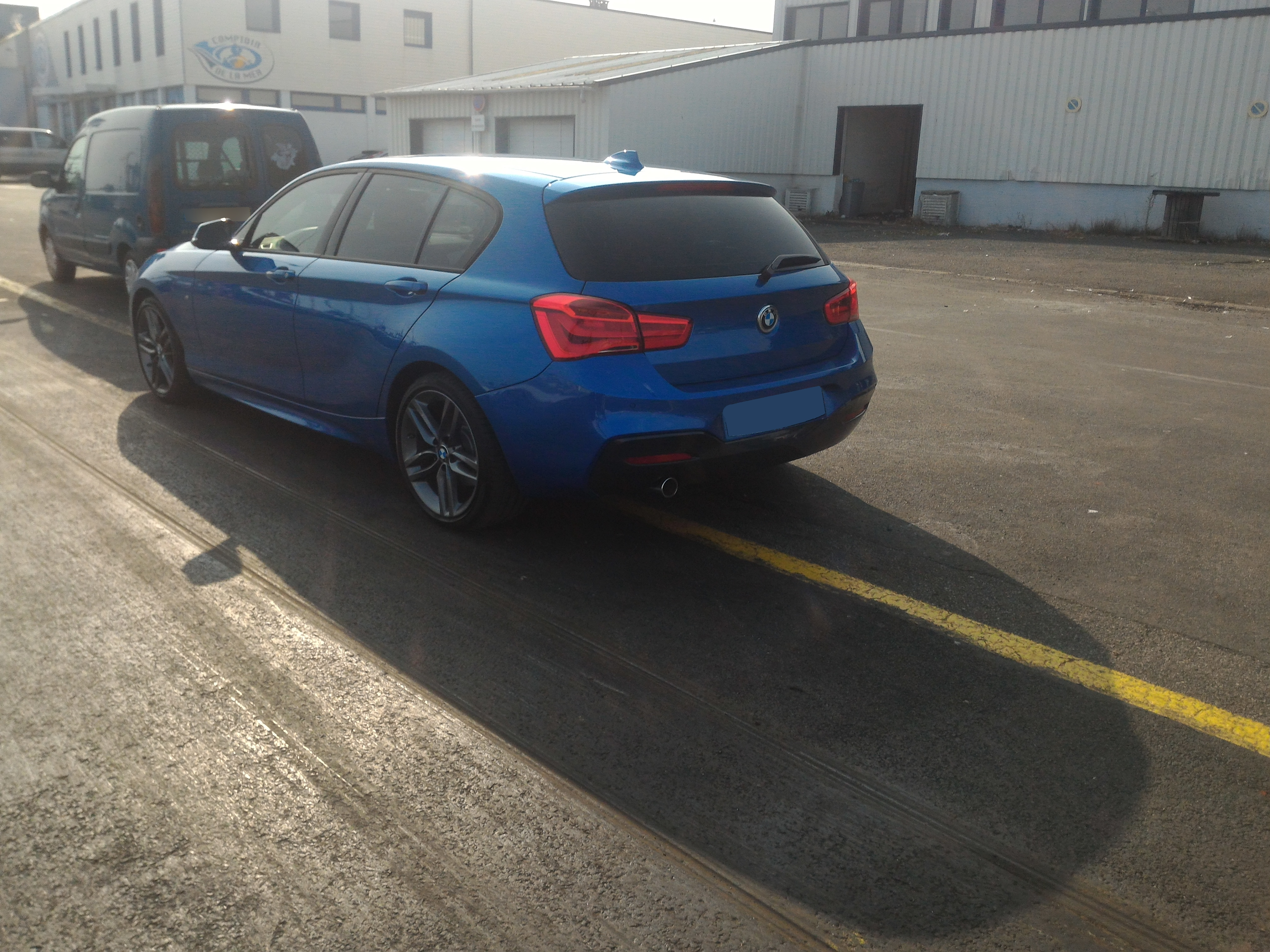
BMW Série 1 118d avec le pack M - face arrière

### Phase 3 (2017 - 2019)
BMW dévoile les versions restylées de ses Série 1 et Série 2 en mai 2017. La Série 1 se dote de nouvelles finitions : Shadow, Sport Shadow et M Performance Shadow. Elles se démarquent par des inserts noirs sur les naseaux de la calandre, des phares, des feux arrière fumés et des pots d'échappement noirs. La Série 2 arbore des projecteurs à LED dans ses feux Av et Ar. La Série 1 intègre également un intérieur légèrement modifié plus axé sur le conducteur. Le système de navigation professionnel (en option) passe lui désormais sur un écran tactile (de 8,8 pouces) et un nouvel affichage pour iDrive tout en conservant la molette.
La finition M Sport quant à elle modifie légèrement l'équipement de série qu'elle intègre, notamment avec la disparition de la climatisation automatique bi-zone (toujours disponible en option). En revanche, la nouvelle finition 2017 (ZM5) intègre les rétroviseurs rabattables électriquement, les radars de stationnement avant et arrière ainsi que le BMW ConnectedDrive.

#### Motorisations
Modèles diffusés en 2018 - ...
Tous les moteurs sont homologués aux normes Euro 6c et Euro 6d TEMP (procédure WLTP).
Les valeurs entre parenthèses correspondent à la variante équipée de la transmission intégrale xDrive.
Essence
| Motorisations essence        | 116i                                          | 118i                                          | 120i                                          | 125i                                          | M140i / xDrive                                |
| ---------------------------- | --------------------------------------------- | --------------------------------------------- | --------------------------------------------- | --------------------------------------------- | --------------------------------------------- |
| Moteur                       | 3 cylindres en ligne                          | 3 cylindres en ligne                          | 4 cylindres en ligne                          | 4 cylindres en ligne                          | 6 cylindres en ligne                          |
| Cylindrée                    | 1 499 cm3                                     | 1 499 cm3                                     | 1 998 cm3                                     | 1 998 cm3                                     | 2 998 cm3                                     |
| Code Moteur                  | B38B15                                        | B38B15                                        | B48B20                                        | B48B20                                        | B58B30                                        |
| Puissance maxi               | 109 ch à 4 250 tr/min                         | 136 ch à 4 400 tr/min                         | 184 ch à 5 000 tr/min                         | 224 ch de 5 200 à 6 500 tr/min                | 340 ch à 5 500 tr/min                         |
| Couple maxi                  | 180 N m de 1 250 à 4 250 tr/min               | 220 N m de 1 250 à 4 300 tr/min               | 270 N m de 1 350 à 4 600 tr/min               | 310 N m de 1 400 à 5 000 tr/min               | 500 N m de 1 520 à 4 500 tr/min               |
| Norme environnementale       | Euro 6d Temp                                  | Euro 6d Temp                                  | Euro 6d Temp                                  | Euro 6d Temp                                  | Euro 6d Temp                                  |
| Boîte de vitesses            | Manuelle 6 vitesses ou automatique 8 vitesses | Manuelle 6 vitesses ou automatique 8 vitesses | Manuelle 6 vitesses ou automatique 8 vitesses | Manuelle 6 vitesses ou automatique 8 vitesses | Manuelle 6 vitesses ou automatique 8 vitesses |
| Vitesse maxi (en km/h)       | 195                                           | 210                                           | 225                                           | 243                                           | 250                                           |
| 0-100 km/h (en s)            | 10,9                                          | 8,7                                           | 7,1                                           | 6,1                                           | 4,6 / (4,4)                                   |
| Consommation (en L/100 km)   | 5,9-6,0                                       | 5,6-5,9                                       | 5,9-6,1                                       | 6,2-6,3                                       | 7,4 / (7,9-8,0)                               |
| Émissions de CO2 (en g/km)   | 134-136                                       | 128-135                                       | 134-139                                       | 140-144                                       | 168-169 / (180-183)                           |
| Capacité du réservoir (en L) | 52                                            | 52                                            | 52                                            | 52                                            | 52                                            |
| Masse à vide (en kg)         | 1 380                                         | 1 395                                         | 1 455                                         | 1 475                                         | 1 550 / (1 615)                               |

Diesel
| Motorisations Diesel         | 116d                            | 118d                            | 120d / xDrive                   | 125d                            |
| ---------------------------- | ------------------------------- | ------------------------------- | ------------------------------- | ------------------------------- |
| Moteur                       | 3 cylindres en ligne            | 4 cylindres en ligne            | 4 cylindres en ligne            | 4 cylindres en ligne            |
| Cylindrée                    | 1 496 cm3                       | 1 995 cm3                       | 1 995 cm3                       | 1 995 cm3                       |
| Code Moteur                  | B37D15                          | B47D20                          | B47D20                          | B47D20                          |
| Puissance maxi               | 116 ch à 4 000 tr/min           | 150 ch à 4 000 tr/min           | 190 ch à 4 000 tr/min           | 224 ch à 4 400 tr/min           |
| Couple maxi                  | 270 N m de 1 750 à 2 250 tr/min | 320 N m de 1 500 à 3 000 tr/min | 400 N m de 1 750 à 2 500 tr/min | 450 N m de 1 500 à 3 000 tr/min |
| Norme environnementale       | Euro 6c                         | Euro 6d Temp                    | Euro 6d Temp                    | Euro 6c                         |
| Boîte de vitesses            | Steptronic 8 / BVM 6            | Steptronic 8 / BVM 6            | Steptronic 8 / BVM 6            | Steptronic 8 / BVM 6            |
| Vitesse maxi (en km/h)       | 200                             | 212                             | 228 / 222                       | 240                             |
| 0-100 km/h (en s)            | 10,5                            | 8,2                             | 7,1 / (6,9)                     | 6,4                             |
| Consommation (en L/100 km)   | 4,4-4,5                         | 4,4-4,5                         | 4,5-4,6 / (5,1-5,2)             | 4,8                             |
| Émissions de CO2 (en g/km)   | 116-118                         | 115-118                         | 120-121 / (135-138)             | 126                             |
| Capacité du réservoir (en L) | 52                              | 52                              | 52                              | 52                              |
| Masse à vide (en kg)         | 1 470                           | 1 495                           | 1 505 / (1 575)                 | 1 550                           |

## 3egénération F40 (2019 - 2024)

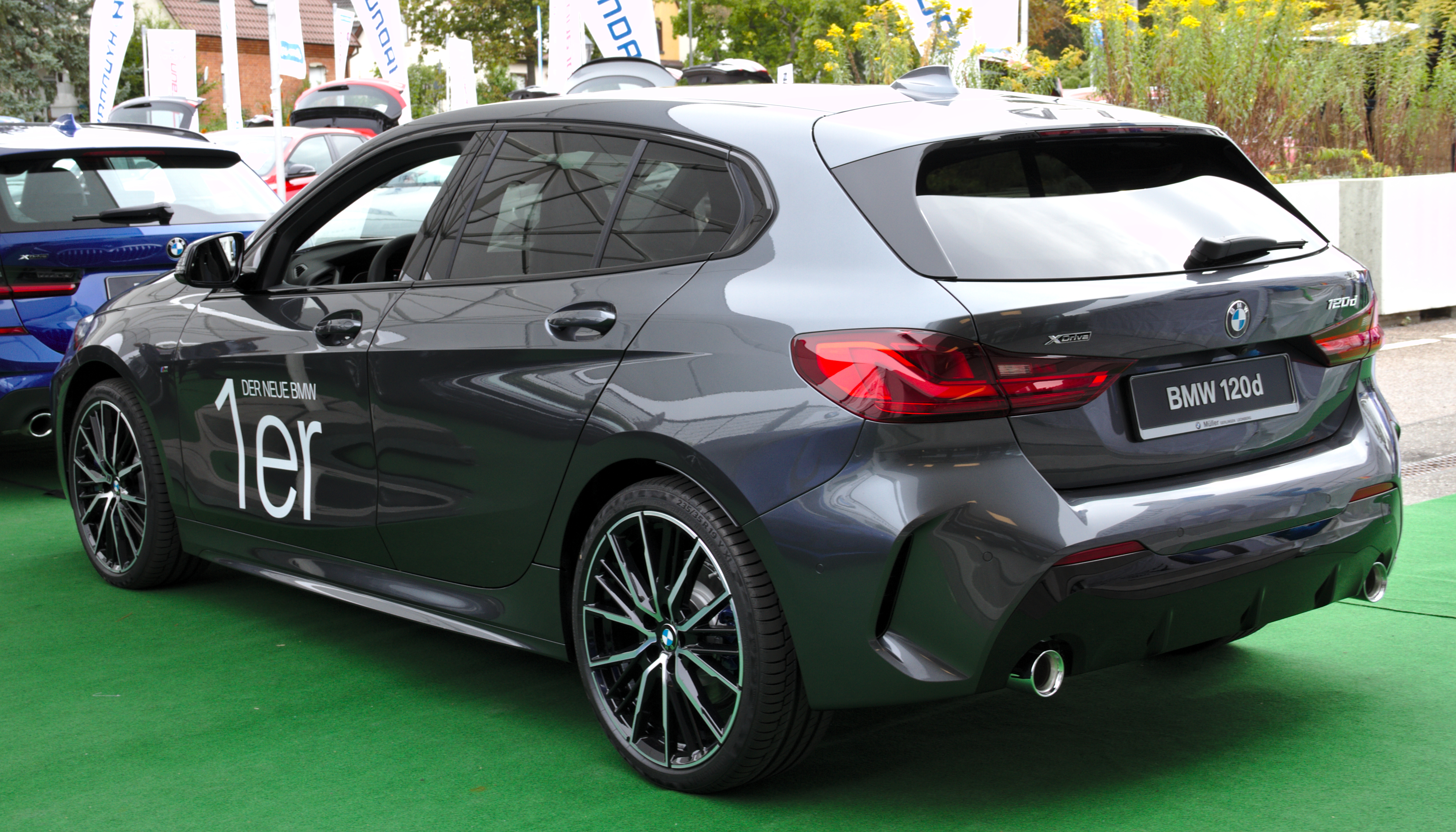
Vue de l'arrière

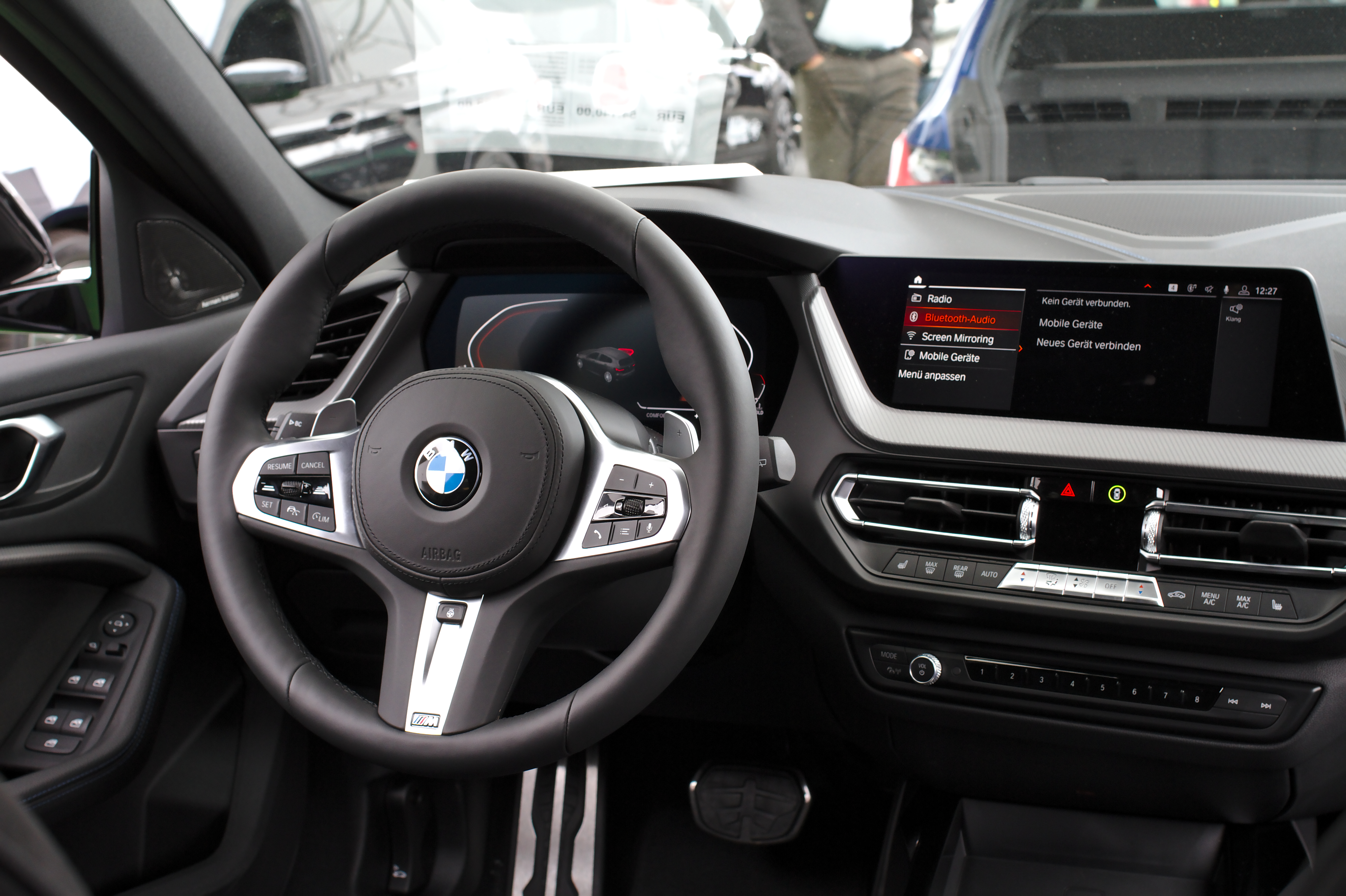
Intérieur

Dévoilée en mai 2019, la Série 1 de troisième génération est présentée au salon de l'automobile de Genève 2019 et commercialisée courant 2019.

### Présentation
Proposée uniquement en 5 portes (F40), Cette nouvelle génération reçoit une inédite boîte de vitesses automatique à 8 rapports. Côté motorisation on peut noter l’absence de six cylindres. Côté transmission, cette compact premium se conforme au marché en passant à la traction. De plus, pour compenser l'absence de propulsion sur la Série 1, la transmission intégrale est disponible sur les modèles M135i et 120d,.

### Caractéristiques techniques
La principale évolution de cette génération est le passage à la plateforme UKL de BMW, commune avec MINI. Cette plateforme ne permet plus l'utilisation de moteur six cylindres ou de la propulsion.
Les valeurs entre parenthèses correspondent à la variante équipée de la transmission intégrale xDrive.

#### Motorisations
| Moteur                     | 3-cylindres en ligne     | 3-cylindres en ligne     | 4-cylindres en ligne | 4-cylindres en ligne | 4-cylindres en ligne |
| Code Moteur                | B38B15                   | B38B15                   | B48B20               | B48B20               | B48B20               |
| Alimentation               | Turbocompressé           | Turbocompressé           | Turbocompressé       | Turbocompressé       | Turbocompressé       |
| Cylindrée (cm3)            | 1499                     | 1499                     | 1998                 | 1998                 | 1998                 |
| Puissance maximale ch (kW) | 109                      | 140                      | 178                  | 265                  | 306                  |
| au régime de : (tr/min)    |                          | 4 200 à 6 500            |                      |                      | 4 500 à 6 250        |
| Couple maximal (N m)       | 190                      | 220                      | 280                  |                      | 450                  |
| au régime de : (tr/min)    |                          | 1 480 à 4 600            |                      |                      | 1 750 à 5 000        |
| Boîte de vitesses          | BVM 6 / Steptronic 7 DCT | BVM 6 / Steptronic 7 DCT |                      |                      | Steptronic 8         |
| Transmission               | Traction                 | Traction                 | Traction             | Traction             | Intégrale            |
| Vitesse maximale (km/h)    |                          | 213                      |                      |                      | 250                  |
| 0-100 km/h (s)             |                          | 8,5                      | 7                    | 6,1                  | (4,8)                |
| Consommation (L/100 km)    | 5,7                      | 5,0-5,7                  |                      |                      | (6,8-7,1)            |
| Émissions de CO2 (g/km)    | 129                      | 114-129                  | 137                  |                      | (155-162)            |
| Capacité du réservoir (L)  |                          | 42                       |                      |                      | 50                   |
| Masse à vide (kg)          |                          | 1 395                    |                      | 1520                 | (1 600)              |
| Disponibilité              | septembre 2020           | septembre 2019           | septembre 2020       | novembre 2020        | septembre 2019       |
| Norme environnementale     | Euro 6d Temp             | Euro 6d Temp             | Euro 6d Temp         | Euro 6d Temp         | Euro 6d Temp         |

|                            | 116d                    | 118d                 | 120d xDrive          |
| -------------------------- | ----------------------- | -------------------- | -------------------- |
| Moteur                     | 3-cylindres en ligne    | 4-cylindres en ligne | 4-cylindres en ligne |
| Code Moteur                | B37D15                  | B47D20               | B47D20               |
| Alimentation               | Turbocompressé          | Turbocompressé       | Turbocompressé       |
| Cylindrée (cm3)            | 1496                    | 1995                 | 1995                 |
| Puissance maximale ch (kW) | 116                     | 150                  | 190                  |
| au régime de : (tr/min)    | 4 000                   | 4 000                | 4 000                |
| Couple maximal (N m)       | 270                     | 350                  | 400                  |
| au régime de : (tr/min)    | 1 750 à 2 250           | 1 750 à 2 500        | 1 750 à 2 500        |
| Boîte de vitesses          | BVM6 / Steptronic 7 DCT | BVM6 / Steptronic 8  | Steptronic 8         |
| Transmission               | Traction                | Traction             | Intégrale            |
| Vitesse maximale (km/h)    | 200                     | 218                  | 230                  |
| 0-100 km/h (s)             | 10,1                    | 8,4                  | (7,0)                |
| Consommation (L/100 km)    | 3,8-4,2                 | 4,1-4,4              | (4,5-4,7)            |
| Émissions de CO2 (g/km)    | 100-110                 | 108-116              | (117-124)            |
| Capacité du réservoir (L)  | 42                      | 42                   | 50                   |
| Masse à vide (kg)          | 1 460                   | 1 505                | (1 590)              |
| Disponibilité              | septembre 2019          | septembre 2019       | septembre 2019       |
| Norme environnementale     | Euro 6d                 | Euro 6d Temp         | Euro 6d Temp         |

### Finitions
En octobre 2021, les finitions suivantes sont disponibles sur ce modèle :
- de série
- M Design
- Business Design (uniquement pour les entreprises)
- Edition Sport
- M Sport
- M Performance

#### Série spéciale
- Edition M Sport Pro, à partir de juillet 2022[17].

### Sedan
BMW dévoile au Salon de Guangzhou le Concept Compact Sedan, un concept qui annonce la déclinaison quatre portes de la Série 1, qui est lancée en Chine et concurrence les Audi A3 Sedan et Mercedes-Benz Classe CLA. Ce modèle est commercialisé en 2017. La Sedan est une traction, basée sur la Série 2 Active Tourer.

## 4egénération F70 (2024 - )
La quatrième génération de Série 1 est présentée le 5 juin 2024 à l'occasion des 20 ans de la BMW Série 1 lancée en 2004.

### Caractéristiques techniques
La Série 1 IV est annoncée comme une quatrième génération par le constructeur bien qu'elle soit très proche d'une très grosse mise à jour de la 3e génération. Elle repose sur la même base technique UKL du constructeur.
Pour la première fois, elle est disponible uniquement avec une boîte automatique à double embrayage nommée Steptronic 7.

#### Motorisations
Les motorisations essence perdent la dénomination « i » qui est dorénavant réservée aux véhicules électriques de la marque.
| (données constructeur)        | 116                                       | 120                                                            | 123 xDrive                                                     | M135 xDrive                               | 118d                                      | 120d                                                           |
| ----------------------------- | ----------------------------------------- | -------------------------------------------------------------- | -------------------------------------------------------------- | ----------------------------------------- | ----------------------------------------- | -------------------------------------------------------------- |
| Moteur                        | 3-cylindres en ligne                      | 3-cylindres en ligne                                           | 4-cylindres en ligne                                           | 4-cylindres en ligne                      | 4-cylindres en ligne                      | 4-cylindres en ligne                                           |
| Carburant                     | Essence                                   | Essence + micro-Hybride 48V                                    | Essence + micro-Hybride 48V                                    | Essence                                   | Diesel                                    | Diesel + micro-Hybride 48V                                     |
| Alimentation                  | Turbocompressé                            | Turbocompressé                                                 | Turbocompressé                                                 | Turbocompressé                            | Turbocompressé                            | Turbocompressé                                                 |
| Cylindrée (cm3)               | 1499                                      | 1499                                                           | 1998                                                           | 1998                                      | 1995                                      | 1995                                                           |
| Puissance maximale ch (kW)    | 122 (90)                                  | Thermique : 156 (115) Électrique : 20 (15) Cumulée : 170 (125) | Thermique : 204 (150) Électrique : 20 (15) Cumulée : 218 (160) | 300 (221)                                 | 150 (110)                                 | Thermique : 150 (110) Électrique : 20 (15) Cumulée : 163 (120) |
| au régime de : (tr/min)       | 3900 à 6500                               | 4700 à 6500                                                    | 5000 à 6500                                                    | 5750 à 6500                               | 4500 à 6500                               | 3750 à 4000                                                    |
| Couple maximal (N m)          | 230                                       | Thermique : 240 Électrique : 55 Cumulée : 280                  | Thermique : 320 Électrique : 55 Cumulée : 360                  | 400                                       | 360                                       | Thermique : 360 Électrique : 55 Cumulée : 400                  |
| au régime de : (tr/min)       | 1600 à 3600                               | 1500 à 4000                                                    | 1500 à 4000                                                    | 2000 à 4500                               | 1500 à 2500                               | 1500 à 2500                                                    |
| Boîte de vitesses             | Robotisée à double embrayage à 7 rapports | Robotisée à double embrayage à 7 rapports                      | Robotisée à double embrayage à 7 rapports                      | Robotisée à double embrayage à 7 rapports | Robotisée à double embrayage à 7 rapports | Robotisée à double embrayage à 7 rapports                      |
| Transmission                  | Traction                                  | Traction                                                       | Intégrale                                                      | Intégrale                                 | Traction                                  | Traction                                                       |
| Vitesse maximale (km/h)       | 210                                       | 226                                                            | 246                                                            | 250                                       | 222                                       | 222                                                            |
| 0-100 km/h (s)                | 9,8                                       | 7,8                                                            | 6,3                                                            | 4,9                                       | 8,3                                       | 7,9                                                            |
| Consommation (L/100 km)       | 5,9 - 6,1                                 | 5,3 - 5,5                                                      | 5,9 - 6,2                                                      | 7,6 - 7,8                                 | 4,6 - 5,2                                 | 4,3 - 4,4                                                      |
| Émissions de CO2 (g/km)       | 135 - 138                                 | 121 - 124                                                      | 134 - 140                                                      | 173 - 177                                 | 122 - 136                                 | 112 - 115                                                      |
| Capacité du réservoir (L)     | 49                                        | 49                                                             | 49                                                             | 49                                        | 49                                        | 49                                                             |
| Masse à vide (kg)             | 1465                                      | 1500                                                           | 1605                                                           | 1625                                      | 1540                                      | 1570                                                           |
| Norme environnementale        | Euro 6d Temp                              | Euro 6d Temp                                                   | Euro 6d Temp                                                   | Euro 6d Temp                              | Euro 6d Temp                              | Euro 6d Temp                                                   |
| Batterie                      |                                           |                                                                |                                                                |                                           |                                           |                                                                |
| Type de batterie              | -                                         | Lithium-ion                                                    | Lithium-ion                                                    | -                                         | -                                         | Lithium-ion                                                    |
| Capacité de la batterie (kWh) | -                                         | 0,9                                                            | 0,9                                                            | -                                         | -                                         | 0,9                                                            |
| Autonomie (km) - cycle WLTP   | -                                         |                                                                |                                                                | -                                         | -                                         |                                                                |

### Finitions
- Base
- M Sport Design
- M Sport
- M Performance